# Massacre du 14 juillet 1953 à Paris
Le massacre du 14 juillet 1953 à Paris est un événement qui voit la police française tirer intentionnellement et sans sommation, causant 7 morts et une soixantaine de manifestants et policiers hospitalisés, à la fin d'un défilé organisé par le Parti communiste français (PCF) et la Confédération générale du travail (CGT) pour célébrer les « valeurs de la République », à l'occasion de la fête nationale française. Il fait partie des « massacres à Paris » dont le massacre du 6 février 1934 (15 morts), le massacre du 17 octobre 1961 (de 7 à plus de 200 morts, selon les différentes estimations) et le massacre de Charonne (9 morts le 8 février 1962).
Entre 10 000 et 15 000 personnes défilent dans les rues le 14 juillet 1953, dont la moitié au sein d'un important cortège algérien de 6 000 à 8 000 personnes mené par le Mouvement pour le triomphe des libertés démocratiques (MTLD). Jusque-là sans incident, le défilé tourne au drame lorsque les derniers manifestants rejoignent la place de la Nation. En quelques dizaines de minutes, des dizaines de coups de feu visent le cortège du MTLD .
Par la suite, pendant 14 ans, le pouvoir interdit de manifester le 1er mai et le 14 juillet, jusqu'au défilé du 1er mai 1968. Cet événement marque aussi la fin des défilés populaires organisés lors de la fête nationale dans la capitale.
Ce drame, sur fond de répression nationalisme algérien et de graves événements au Maroc et en Tunisie, survient moins d'un an après l'annonce de l'indépendance de ces deux pays et un peu plus d'un an avant le début de la guerre d'Algérie le 1er novembre 1954.
Il faudra attendre le début des années 2000 pour voir les premiers ouvrages entièrement consacrés à cet événement et la commémoration du 64e anniversaire de la manifestation, en 2017, pour que la mairie de Paris procède à la première reconnaissance officielle de ce massacre en apposant une plaque commémorative sur un édifice de la place de l'Île-de-la-Réunion.

## Contexte historique

### Immigration algérienne en forte hausse

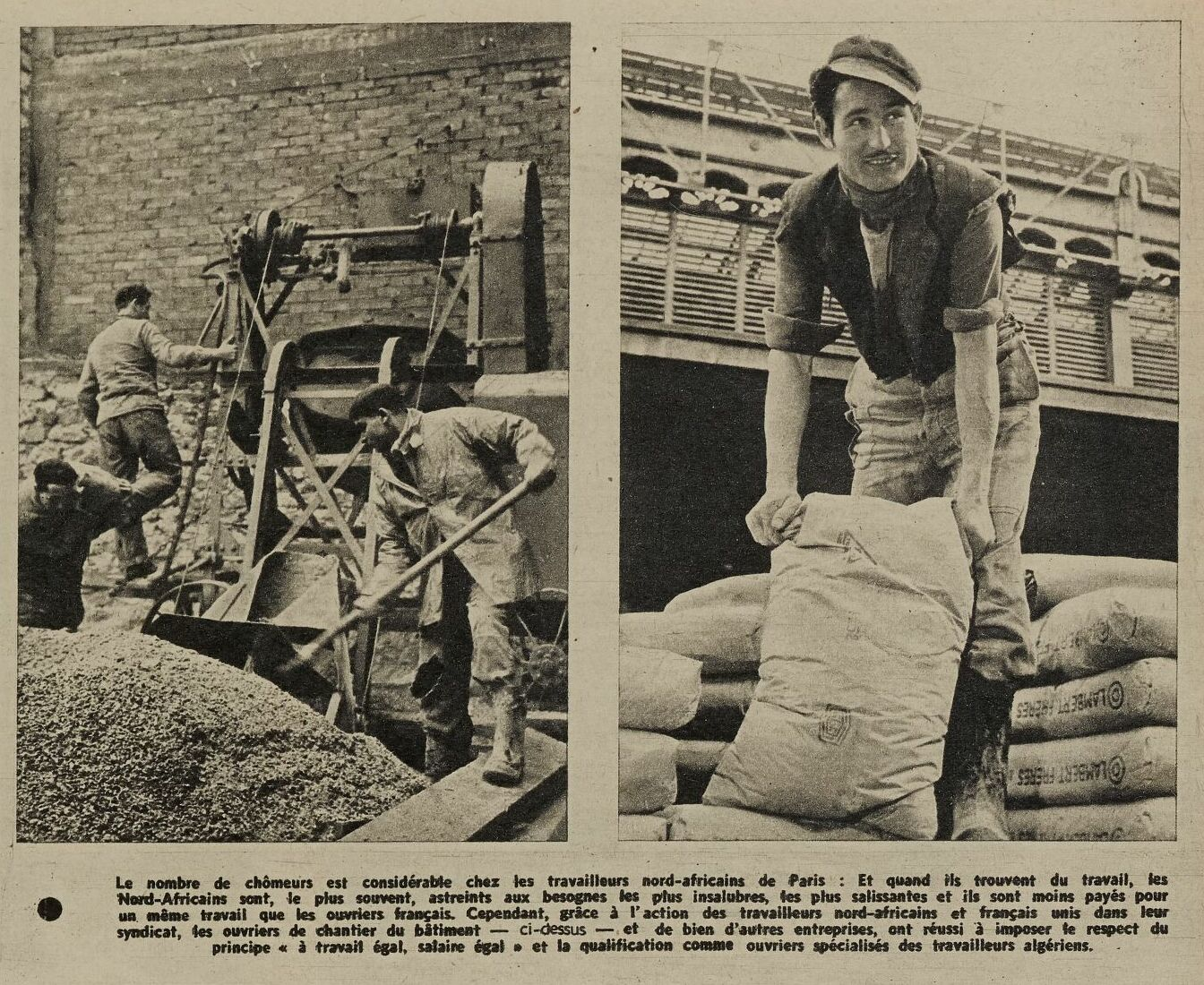
Vie de la diaspora maghrébine en région parisienne, Regards n°339, 15 février 1952.

L'immigration algérienne progresse fortement juste après la Seconde Guerre mondiale. La population Nord-Africaine dans l'hexagone était estimée à 50 000 en 1946 et 400 000 en 1952, soit huit fois plus en six ans. Presque exclusivement ouvrière et masculine, elle travaille principalement dans le bâtiment et la métallurgie, mais est accusée de participer à « des trafics plus ou moins honteux » et d’accroître la criminalité car une partie de la presse diffuse des discours racistes du type « leur moralité est sujette à caution. […] Ils n’ont pas le sens des responsabilités, leur insouciance, leur fatalisme dans ces mines, ces aciéries où, de toutes parts, la mort guette les travailleurs, peuvent déterminer les pires catastrophes ».

### Participation du MTLD aux défilés populaires

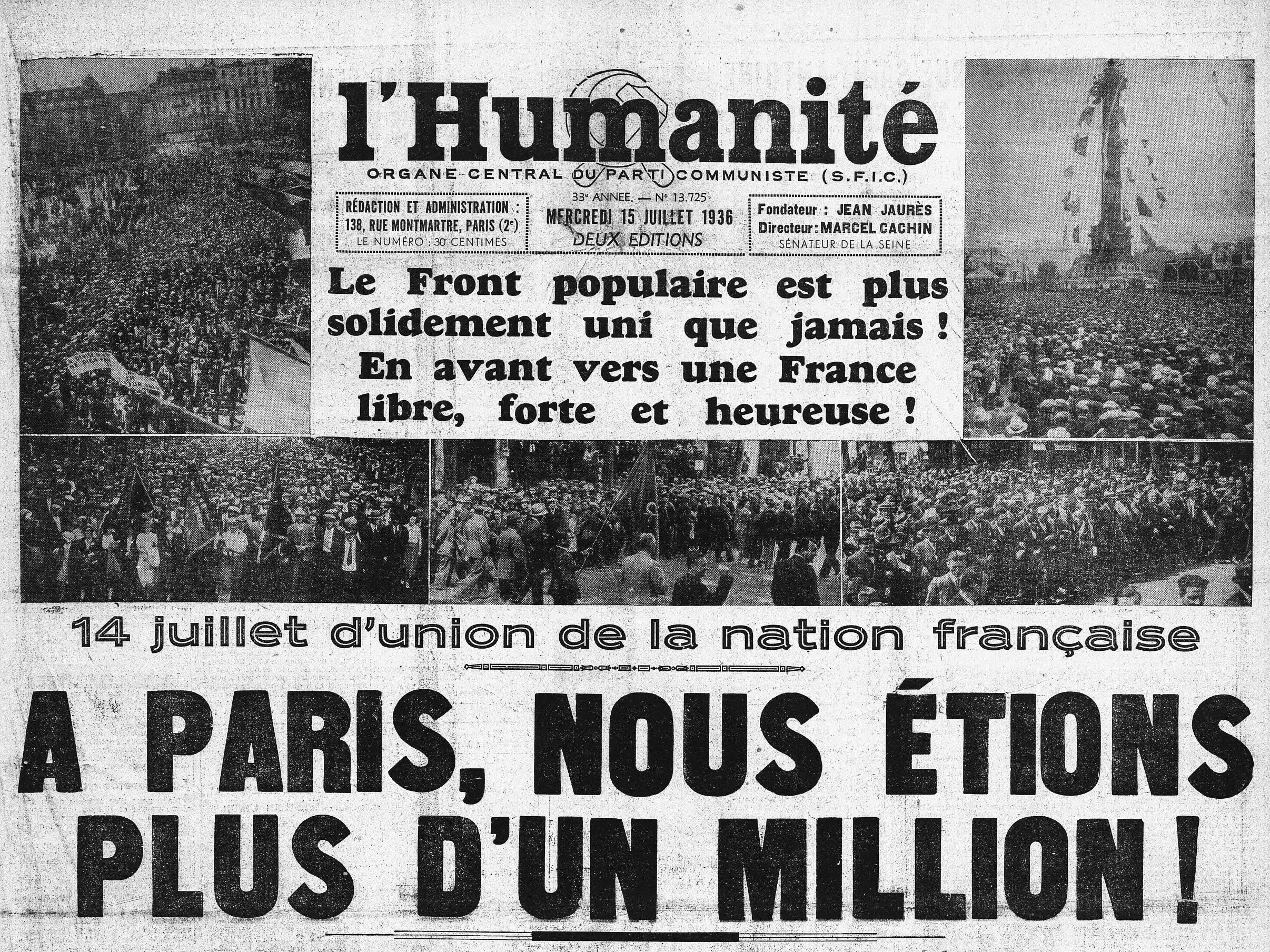
Défilé populaire 14 juillet 1936, L'Humanité, 15 juillet 1936.

Depuis 1936, avec une interruption sous Vichy et l'occupation allemande, le Parti communiste français (PCF), la Confédération générale du travail (CGT) et divers mouvements proches comme la Ligue des droits de l'Homme organisent à Paris, un défilé pour célébrer les « valeurs de la République » le jour de la fête nationale. Et depuis 1950, les indépendantistes algériens du Mouvement pour le triomphe des libertés démocratiques (MTLD), dirigé par Messali Hadj, prennent part au défilé, malgré leurs divergences avec les communistes français, qui sont favorables à l'indépendance de l'Algérie mais ont fait du Viêt-Nam leur priorité, comme en atteste les manifestations et fait grèves de 1949-1950, à l'initiative des communistes indochinois. La partie « algérienne » des défilés deviendra rapidement très forte, jusqu'à atteindre le tiers, voire la moitié, du défilé du 1er mai 1953, selon les estimations.
Emmanuel Blanchard rappelle que lors des manifestations du début des années 1950, il était « difficile de distinguer, parmi ces manifestants, les sympathisants communistes des messalistes ».
Messali Hadj avait créé en 1946 le MTLD afin de servir de couverture légale au Parti du peuple algérien, organisation indépendantiste interdite en 1939, qui compte 20 000 militants en Algérie et 5 000 en France métropolitaine en 1953. Ses revendications concernent aussi la Métropole : égalité salariale, légalisation des fêtes musulmanes, voyage annuel en Afrique du Nord.
Alors que les Vietnamiens combattant la guerre d'Indochine participaient aux manifestations en ce sens du PCF et de la CGT, qui s'étendaient aux dockers à Oran ou Casablanca, une partie des Algériens de France étaient les seuls à recourir à des cortèges indépendants pour leurs revendications politiques. Ce militantisme étant sévèrement réprimé, comme celui contre la guerre d'Indochine, par des interdictions de manifestations, des contrôles policiers et des rafles, participer à ces cortèges indépendants devient un défi pour le MTLD, même s'il est en désaccord avec leurs organisateurs. Il décide alors de participer, avec ses propres revendications, aux manifestations lors de deux dates symboliques en France : le 1er mai et le 14 juillet.

### Trois années de répression du militantisme algérien

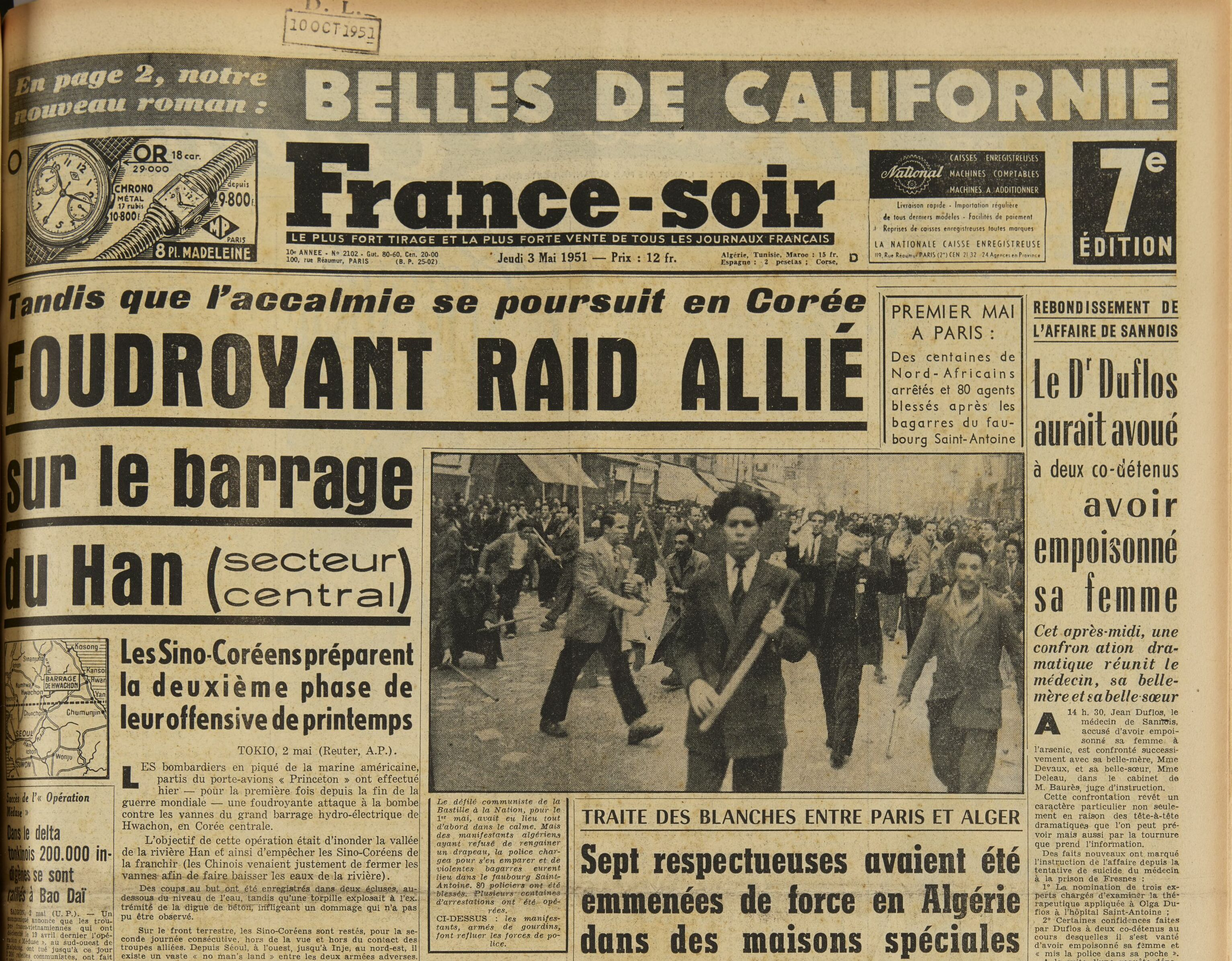
Manifestation du 1 mai 1951, France-Soir, 3 mai 1951.

En septembre 1950, 3 000 Algériens manifestent devant l'imprimerie de la Société nationale des entreprises de presse située rue Réaumur contre la non-parution du journal L'Algérie Libre. La préfecture de police annonce l'interpellation de 1 127 manifestants ,. En décembre, une trentaine d'Algériens attaquent le commissariat de police de Belleville à la suite de l'arrestation de deux des leurs.
En avril 1951, une manifestation du MTLD est interdite et les forces de l'ordre y font plusieurs blessés, arrêtant 150 Algériens. L'événement est couvert par la journaliste Madeleine Riffaud, qui suit tout particulièrement, depuis quelques mois, la question des immigrés à la La Vie Ouvrière (CGT) avec son compagnon de l'époque Roger Pannequin, comme elle un ex-héros de la Résistance, responsable de la MOI au PCF. Elle se rapproche du Mouvement pour le triomphe des libertés démocratiques (MTLD) de Messali Hadj, plébiscitée qu'elle est par ses militants dans les réunions à Saint-Denis et près de la place de la République, s'intéresse à la condition des travailleurs algériens en France puis se lance dans une grande enquête sur le sujet.
Le 1er mai, d'importants cortèges algériens sont observés à Douai, Lens, Lille et Valenciennes et bien sûr Paris, où le MTLD défile pour la deuxième fois sous forme de rangs autonomes, mais comme l'année précédente dans la manifestation générale. Sur les banderoles un mot d'ordre : « L'Algérie aux Algériens ». Madeleine Riffaud, qui « commence alors à avoir une grande réputation », signe un reportage titré « Un 1er Mai historique ».
Le drapeau algérien est brandi, entraînant l'intervention des forces de l'ordre, qui cause 68 blessés, des centaines de personnes étant arrêtées, suivies d'une rafle  — terminologie policière couramment utilisée à l’époque — d'ouvriers algériens à la salle Wagram.
En décembre, le MTLD doit organiser un meeting en présence de représentants des pays arabes à l'ONU. La police procède à 5 900 interpellations autour du Vél d'Hiv, aux abords des stations de métro et en banlieue. Les Algériens sont gardés et interrogés pendant plusieurs heures dans l'ancien hôpital Beaujon et dans le parc Monceau,,,.
Le 1er mai 1952, la participation des ouvriers algériens est plus importante. Les forces de l'ordre interviennent à nouveau pour confisquer les banderoles appelant à l'indépendance de l'Algérie. La police utilise même ses armes à feu à Douai. Le 23 mai, 300 000 Algériens font grève pour protester contre la répression policière intervenue le 14 mai à Orléansville (aujourd'hui Chlef) sur le territoire algérien, où la police tira sur la foule à la mitrailleuse faisant deux morts et de nombreux blessés. Dans la soirée, Messali Hadj est arrêté et déporté en métropole où il est placé en résidence surveillée,. Trois Algériens sont tués à Charleville, Le Havre et Montbéliard, des centaines de personnes sont blessées et la police procède à des dizaines d'arrestations,. Le 28 mai, le communiste algérien Hocine Bélaïd est tué près de la place de Stalingrad lors de la manifestation contre la venue en France du général américain Matthew Ridgway, accusé d'utiliser des armes bactériologiques dans la guerre de Corée,. En décembre, un nouveau meeting interdit du MTLD au Vél d'Hiv entraîne 3 000 arrestations dans le quartier de Grenelle.
10 000 Algériens prennent part aux manifestations du 1er mai 1953 à Douai, Lille, Paris, Valenciennes, etc. La police intervient à Anzin et Valenciennes pour empêcher les manifestants de brandir le drapeau algérien. Les charges de police font une centaine de blessés et 200 arrestations,,.
C'est au cœur de cette période marquée par la répression que se déploie le défilé populaire du 14 juillet à Paris.

## Déroulement de la manifestation
Le défilé militaire se déroule le matin sur les Champs-Élysées, tandis que le défilé populaire est organisé l'après-midi sous l'égide du Mouvement de la paix,. Créé officiellement en 1949, le Mouvement de la paix a pour objectif de fédérer les partisans de la paix dans le monde entier. En France, le PCF soutient le Mouvement de la paix.
Selon la préfecture de police de Paris, le cortège est composé de 10 000 à 15 000 manifestants, ce qui classe la manifestation du 14 juillet 1953 dans les petites manifestations.
Les manifestants empruntent un parcours traditionnel, de Bastille à Nation par la rue du Faubourg Saint-Antoine.

### Cortège communiste

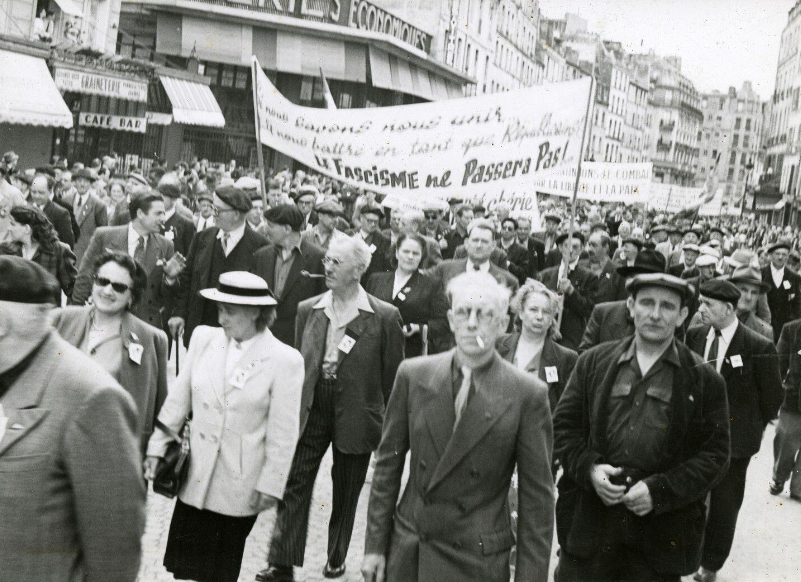
Défilé, L'Humanité, 14 juillet 1953.

Le cortège de tête de la manifestation s'élance vers 15 heures. Des anciens combattants défilent en tête de cortège, puis le général et sénateur Ernest Petit, des officiers et sous-officiers, le Mouvement de la paix, l'Union progressiste, le Secours populaire, l'Union de la jeunesse républicaine de France, l'Union des étudiants communistes, la Fédération musicale populaire avec la Chorale populaire de Paris, l'Union des femmes françaises, la CGT, Radio-Liberté, le Comité de défense des libertés démocratiques en Afrique noire, des démocrates britanniques et des organisations de la banlieue parisienne (Saint-Denis, Ivry, Issy-les-Moulineaux, Aubervilliers, Montreuil, etc.). Le MTLD et la Fédération de Paris du PCF ferment la marche.
Les principaux mots d'ordre de ce cortège sont la défense des libertés (le cortège arbore à sa tête une banderole « Union pour la défense des libertés républicaines »), la libération des embastillés de Fresnes (« Libérez Henri Martin ! ») et la paix en Indochine,.

### Cortège messaliste

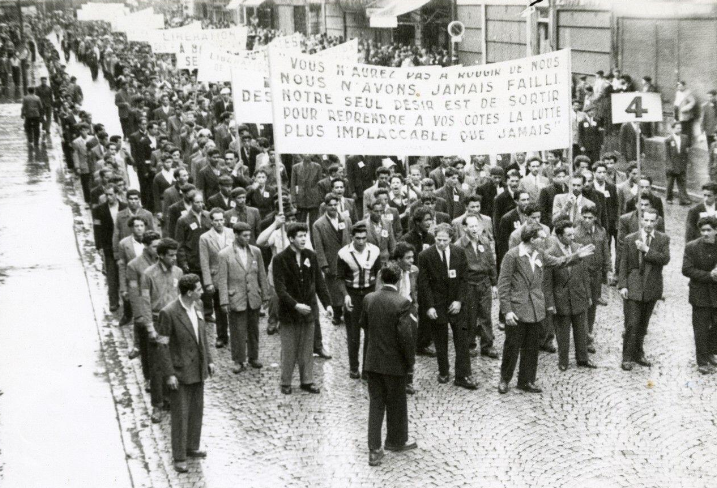
Cortège du MTLD, L'Humanité, 14 juillet 1953.

La décision de défiler le 14 juillet est prise le 2 juillet au siège du MTLD. Selon l'avocat Amar Bentoumi, qui sera le premier ministre de la Justice algérienne en 1962, et l’historien Daho Djerbal, la manifestation messaliste est préparée par Mohamed Boudiaf et Didouche Mourad, deux des six futurs fondateurs du Front de libération nationale (FLN). Le MTLD a fortement mobilisé ses troupes pour cette manifestation en diffusant 50 000 exemplaires de tract suivant :    

« Le 14 juillet, tous les démocrates commémorent la prise de la Bastille. Le 14 juillet a une signification, celle d’un coup porté aux forces de répression de 1789. C’est pourquoi le MTLD vous appelle à vous associer à la manifestation démocratique de la Bastille, le 14 juillet pour faire respecter les libertés en Algérie, arracher le retour en Algérie de Messali Hadj et la libération de tous les détenus politiques algériens et faire cesser les poursuites contre les nationaux algériens. »

— MTLD,
Les autorités ne sont pas en reste. La veille de la manifestation, elles procèdent à des arrestations dans le quartier Latin, dont l'arrestation du président des étudiants algériens. Il a également été distribué des tracts conseillant de ne pas se rendre à la manifestation. Malgré tout, les sympathisants du MTLD sont très nombreux à battre le pavé ce 14 juillet 1954. Les « Français musulmans d'Algérie » sont entre 6 000 et 8 000, soit un tiers de la manifestation, à défiler derrière un grand portrait de Messali Hadj, en rangs serrés et la plupart ont revêtu leur costume du dimanche. Ce second cortège est composé de 6 sections d'une cinquantaine de rangs. Chaque rang comprend une dizaine de manifestants. Le service d'ordre occupe 10 rangs en tête et queue de cortège. 270 personnes sécurisent les côtés.
La fille de Messali Hadj, Djanina Messali-Benkelfat, qui défile en tête du cortège, décrivit le défilé pour Daniel Kupferstein :       

« Il y avait une dignité et une volonté de reconnaissance, d’exister dans une lutte juste… Les jeunes étaient magnifiques. Tout le monde était cravaté, même ceux du service d’ordre avec des brassards aux couleurs de l’Algérie, vert avec le drapeau au milieu, le croissant et l’étoile. C’est le drapeau de l’Algérie. Il faut savoir qu’il a une grande importance, parce que ce drapeau a été confectionné en 1935 – et c’est ma mère, Mme Messali, qui l’a confectionné, 6, rue du Repos (Paris XXe). C’était le drapeau de l’Étoile nord-africaine, puis du Parti du peuple algérien (PPA) et du PPA-MTLD, et après le drapeau du FLN. »

— Djanina Messali-Benkelfat

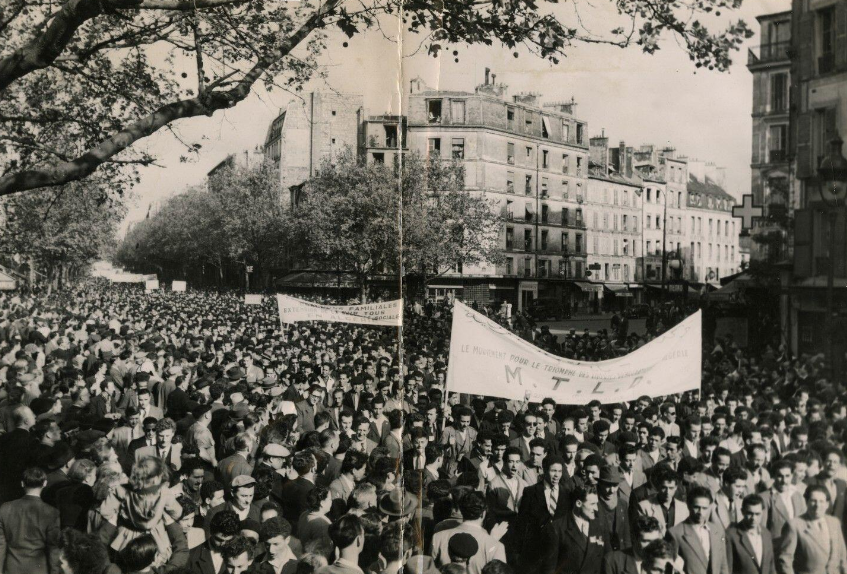
Cortège du MTLD, L'Humanité, 14 juillet 1953.

Ce cortège qualifié de spectaculaire par les services de renseignement s'élance à 16 h, alors que la tête du cortège communiste arrive place de la Nation. La fin du cortège algérien quitte Bastille vers 16 h 30.
Le comité directeur du MTLD édicte trois mots d'ordre principaux pour cette manifestation :
- respect des libertés démocratiques en Algérie (« À bas le racisme policier »[S 2], dénonciation des « provocations policières en Afrique du Nord »[S 2], « Échec à la répression colonialiste par l'union des démocrates français et des patriotes nord-africains »[R 4]) ;
- retour en Algérie de Messali Hadj et libération de tous les détenus politiques (« Assez de sanctions contre les détenus politiques algériens ! »[S 2], « Libérez Messali Hadj ! Libérez Bourguiba ! »[S 2]) ;
- arrêt des poursuites engagées contre les dirigeants nationalistes algériens[S 2].

Dans le cortège, des revendications économiques et sociales seront également présentes (« À travail égal, salaire égal », « Prestations sociales pour tous, extension de la Sécurité sociale en Algérie »). Les renseignements généraux soulignent l'absence de revendication et banderole nationalistes ou sécessionnistes, mais la foule déclame tout de même des slogans anticolonialistes (« Nous voulons l'indépendance ! », « À bas le colonialisme »)

### Tribune officielle à la Nation
Une tribune est installée place de la Nation pour y accueillir une centaine de personnalités faisant partie du comité d'organisation ou représentants des organisations dans la rue : Emmanuel d’Astier de la Vigerie, l’amiral Moullec, l’abbé Pierre, Jacques Leman, Marcel Cachin, Waldeck Rochet, Florimond Bonte, Georges Cogniot, le général Ernest Petit, Léon Mauvais, le pasteur Bosc, Charles Palant (MRAP) et les universitaires Georges Astre, Georges Gaillard, Madeleine Rebérioux et M. A Roussel.

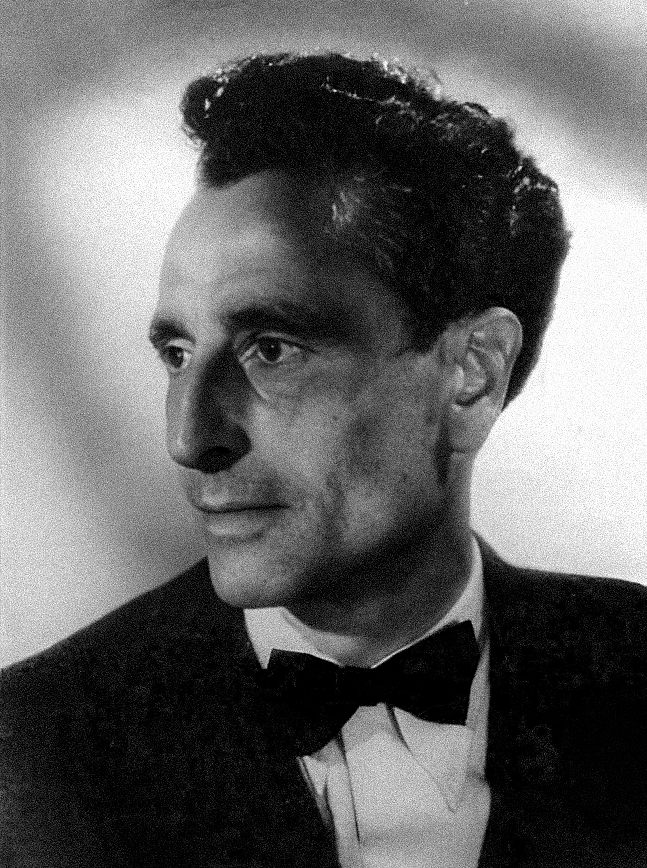
Emmanuel d'Astier de La Vigerie (c. 1945)
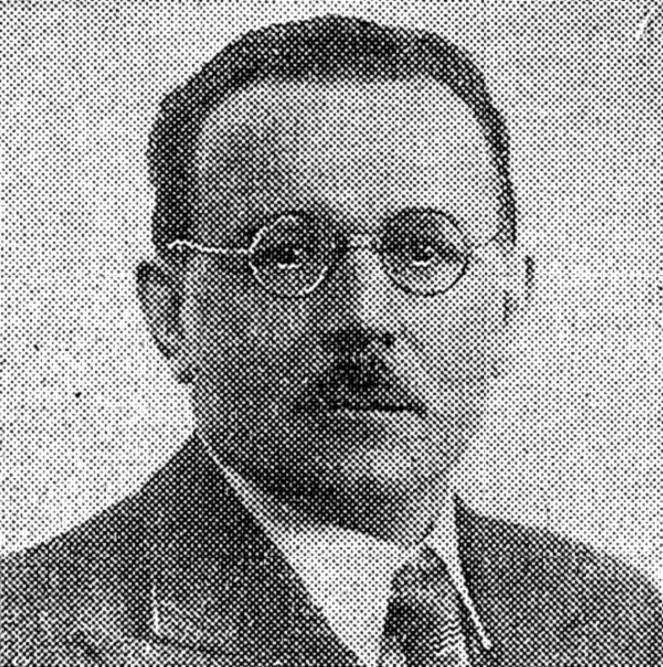
Florimond Bonte (1936)
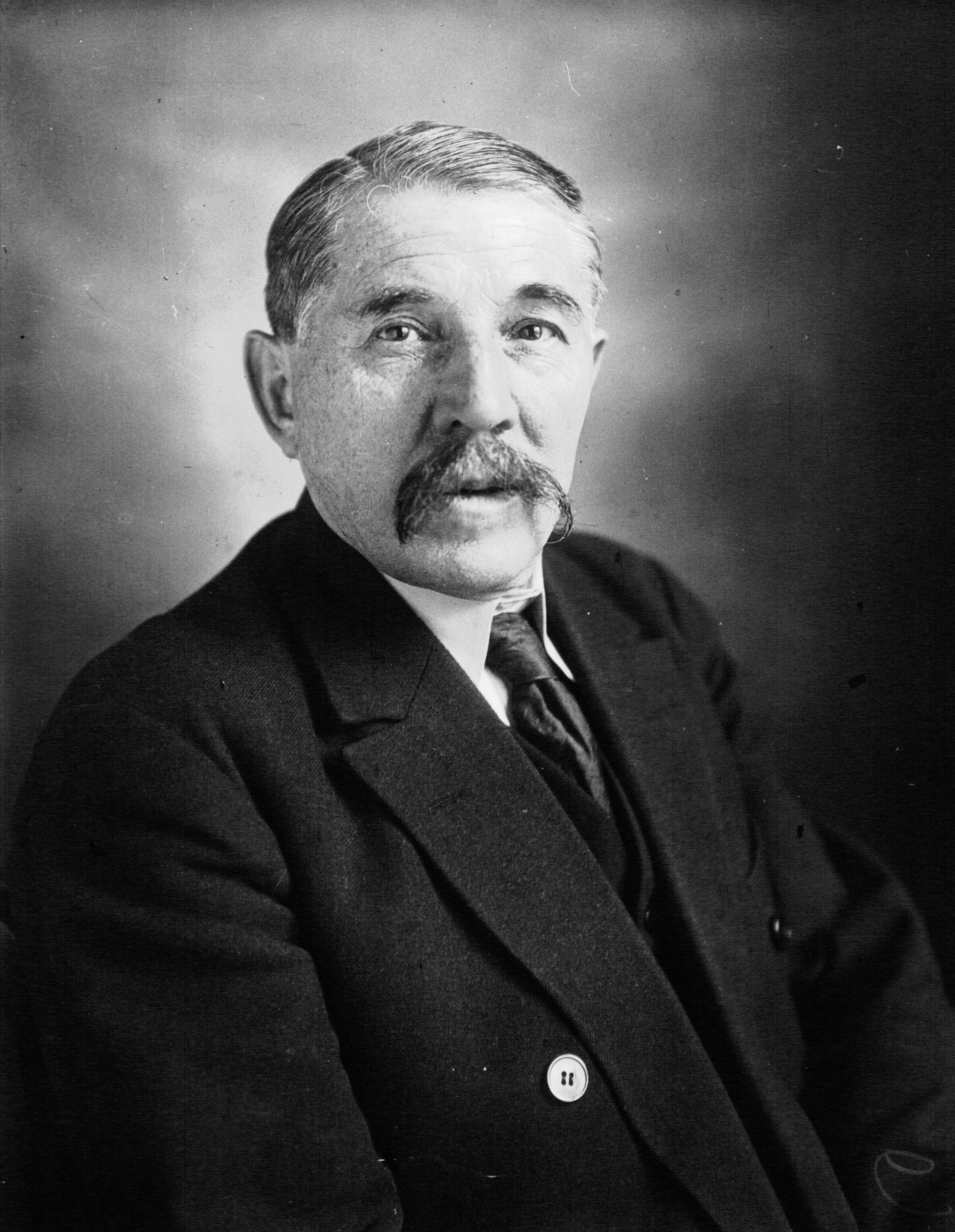
Marcel Cachin (1929)
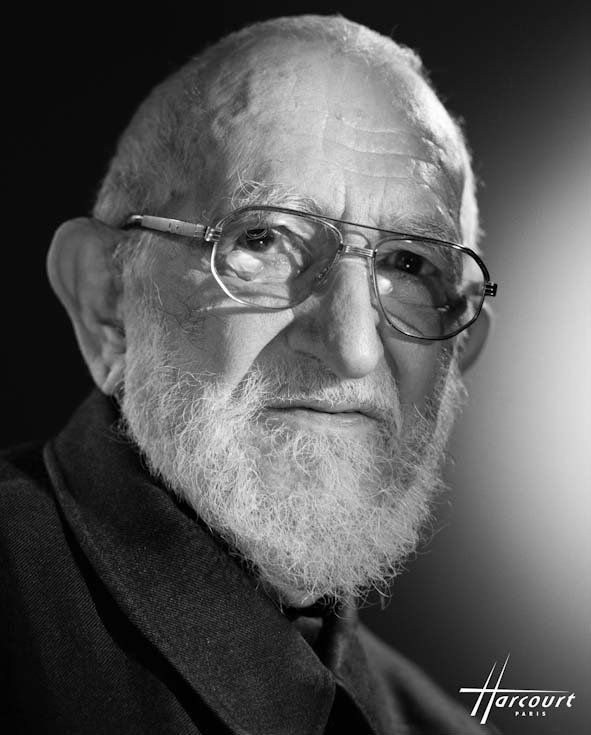
Abbé Pierre (1955)
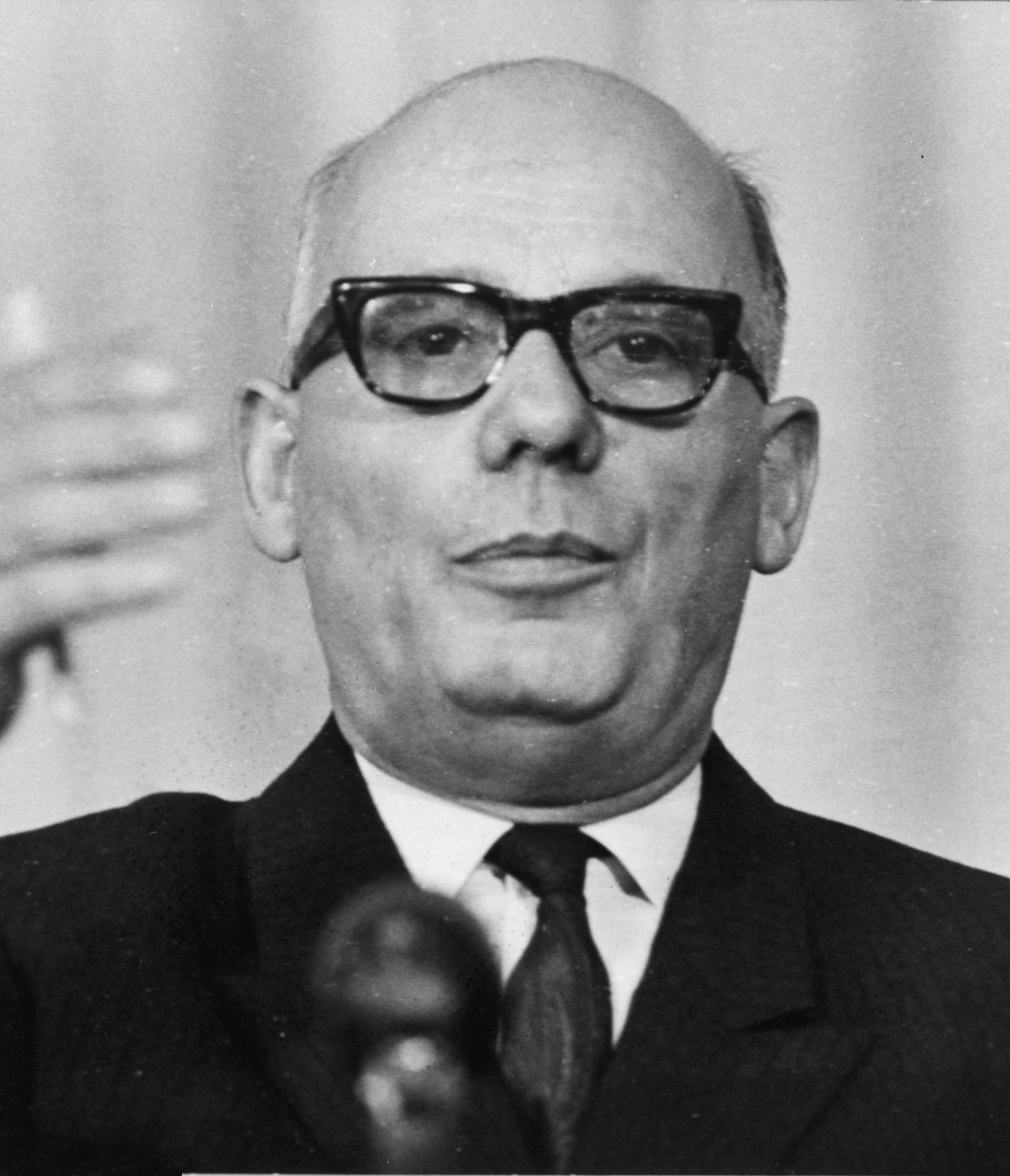
Waldeck Rochet (1968)

### Forces de l'ordre
Le préfet de police de l'époque est Jean Baylot, et Maurice Papon est secrétaire général de la Préfecture de Police de Paris.
Dans une circulaire datée du 11 juillet, la Préfecture de police de Paris donne l'ordre d'être intransigeant à l'égard des nationalistes algériens : « Aucune banderole ou pancarte dont l’inscription (en langue française ou étrangère) aurait un caractère injurieux tant à l’égard du gouvernement ou de ses représentants que d’un gouvernement étranger ou de ses représentants ne pourra être portée par les manifestants. Aucun cri ou aucun chant séditieux ne devront être prononcés. »,.
2 200 policiers et gendarmes mobiles ont été mobilisé pour l'occasion, alors que les autorités attendent 10 000 manifestants. Ils sont positionnés place de la Bastille et dans les rues adjacentes de la place de la Nation. 800 hommes sont en réserve au cas où la situation dégénère. Trois centres ont été prévu permettant d'arrêter 1 150 personnes. Et 12 interprètes arabophones indiquant que les autorités avaient anticipé une importante mobilisation algérienne et de nombreuses arrestations au sein de ce second cortège. La lecture des dossiers des RG révèle que les forces de l'ordre disposaient des comptes-rendus des réunions préparatoires du MTLD tenues au siège de la rue Xavier Privas les jours précédents la manifestation.

### Attaque des parachutistes à la Bastille
La manifestation se déroule bien hormis quelques accrochages avec des soldats français. Un groupe de parachutistes de retour d’Indochine en permission à Paris perturbe la manifestation en attaquant à plusieurs reprises les manifestants. L'officier de paix Gaston Thiénard signale la présence de Jacques Sidos parmi les fauteurs de trouble. Ce pétainiste fonde en 1949 le mouvement néofasciste Jeune Nation.
À l'angle de la place de la Bastille et de la rue du Faubourg-Saint-Antoine, des parachutistes en permission attaquent les manifestants, mais se font rosser et repartent avec 6 blessés. D'autres agressions sont commises par les mêmes parachutistes, à chaque fois exfiltrés du parcours par la police qui ne procède à aucune arrestation. Les archives de la Préfecture de police de Paris font état de 6 parachutistes blessés légers transportés à l'hôpital Bégin et d'une vingtaine de parachutistes ramené à leur cantonnement de la Porte de Versailles.
Dans un tract, le PCF du Val de Grâce critique le fait que la police ait « protégé des groupes de provocateurs qui avaient vainement cherché en plusieurs points à couper les cortèges ».

## Fin de manifestation ensanglantée
Mise à part ces péripéties, le défilé communiste et syndical traditionnellement organisé après le défilé officiel sur les Champs-Élysées est qualifié de familial et bon enfant jusque-là. Aucun accrochage entre les manifestants et les forces de l'ordre n'est à signaler. Malgré tout, les forces de l'ordre ouvrent le feu sur le cortège des nationalistes algériens à son arrivée sur la place de la Nation.

### Version officielle
Dans la soirée du 14 juillet, la Préfecture de police de Paris publie un communiqué justifiant les tirs des policiers au nom de la légitime défense des forces de l'ordre :

« Le cortège, qui a défilé de la Bastille à la Nation, groupait cette année 10 000 manifestants. Près de la moitié était des Nord-Africains, qui formaient la partie finale de ce défilé. Arrivée à la hauteur des colonnes du Trône, la dislocation des éléments européens s'opéra sans incident. Les Nord-Africains au contraire, entendirent poursuivre leur manifestation sur le cours de Vincennes. Le commissaire de service, seul et en képi, invita les chefs de groupes des manifestants à respecter l'ordre de dislocation.
C'est alors que près de 2 000 Nord-Africains, se saisissant de tous les projectiles à leur portée (pavés, barres de fer, tables et chaises) et certains armés de couteaux, attaquèrent avec sauvagerie le petit nombre d’agents présents. Trois véhicules de police, garés en plusieurs endroits, furent renversés et brûlés. Brusquement cernés et en état de légitime défense, quelques agents durent faire usage de leurs armes.
Parmi le service d'ordre, on dénombre 82 blessés, dont 19 gravement atteints ont été hospitalisés. Du côté des manifestants, 44 blessés ont été dénombrés, 7 sont décédés. Commencée à 17 h 15, l'émeute était rapidement maitrisée et le calme complètement revenu à 18 heures ».

— Préfecture de police de Paris
Les médias de droite reprennent cette version. Les rapports des commissaires évoquent la présence d'armes (bouteilles, barres de fer, morceaux de bois, couteaux) au sein du cortège des Algériens. Plusieurs commissaires évoquent même des coups de feu dans les rangs des manifestants. Dans son rapport adressé au préfet, le directeur des services de la police municipale conclut à une opération préméditée de la part des Algériens. Les témoignages des forces de l'ordre publiés dans la presse ou figurant dans les archives de la police indiquent que les Algériens ont violemment agressé les forces de l'ordre en voulant poursuivre la manifestation sur le cours de Vincennes.
Mais des décennies plus tard, les versions changent et contredisent la version officielle. Daniel Kupferstein a pu recueillir deux témoignages de policiers. Les manifestants algériens n'avaient pas apporté d'armes et ces témoignages confirment que les policiers ont chargé les manifestants. Cela amène Daniel Kupferstein à parler d'un mensonge d'État. L'historienne Danielle Tartakowsky évoque une « réécriture-autocensure » car les minutes écrites par ces commissaires postés sur la manifestation évoquent une situation totalement différente des comptes rendus écrits ultérieurement par les commissaires.

### Version des manifestants
Les recherches documentaires menées pendant plusieurs années par Daniel Kupferstein n'ont pas pu établir précisément les faits lorsque les échauffourées commencent au moment de la dislocation de la manifestation. Les versions divergent : intervention des forces de l'ordre à la suite du brandissement d'un drapeau algérien, sortie du périmètre de la manifestation par le cortège sans s'être disloqué. Mais les nombreux témoignages recueillis par le réalisateur contredisent la version officielle de la police. Le physicien André Kahane, élève de l’École Normale Supérieure au moment des faits, déclare avoir vu « les policiers sortir au pas de course de la rue des Grands-Champs et ouvrir à trente mètres un tir soutenu sur la foule qui ne pouvait que se défendre avec des bâtons des banderoles et des barrières mobiles en bois ».

Les articles publiés par la presse de gauche dans la foulée du massacre relatent des événements similaires. Dans L'Humanité : 

« Les communistes du XVIIIe entonnent la Marseillaise, au moment où surgissent des petites rues adjacentes des policiers frappant les manifestants et s'acharnant sur le portrait de Messali Hadj. D'abord surpris, les Algériens se replièrent puis se ressaisirent, et c'est là que les premiers coups de feu retentirent. Alors un énorme cri d'indignation jaillit de milliers de poitrines : “Assassins ! Assassins !” Et aussi : “Le fascisme ne passera pas !” Les personnalités républicaines entonnèrent d'une seule voix avec l'immense foule des Parisiens une bouleversante Marseillaise. Des scènes atroces se produisaient. »

— L'Humanité

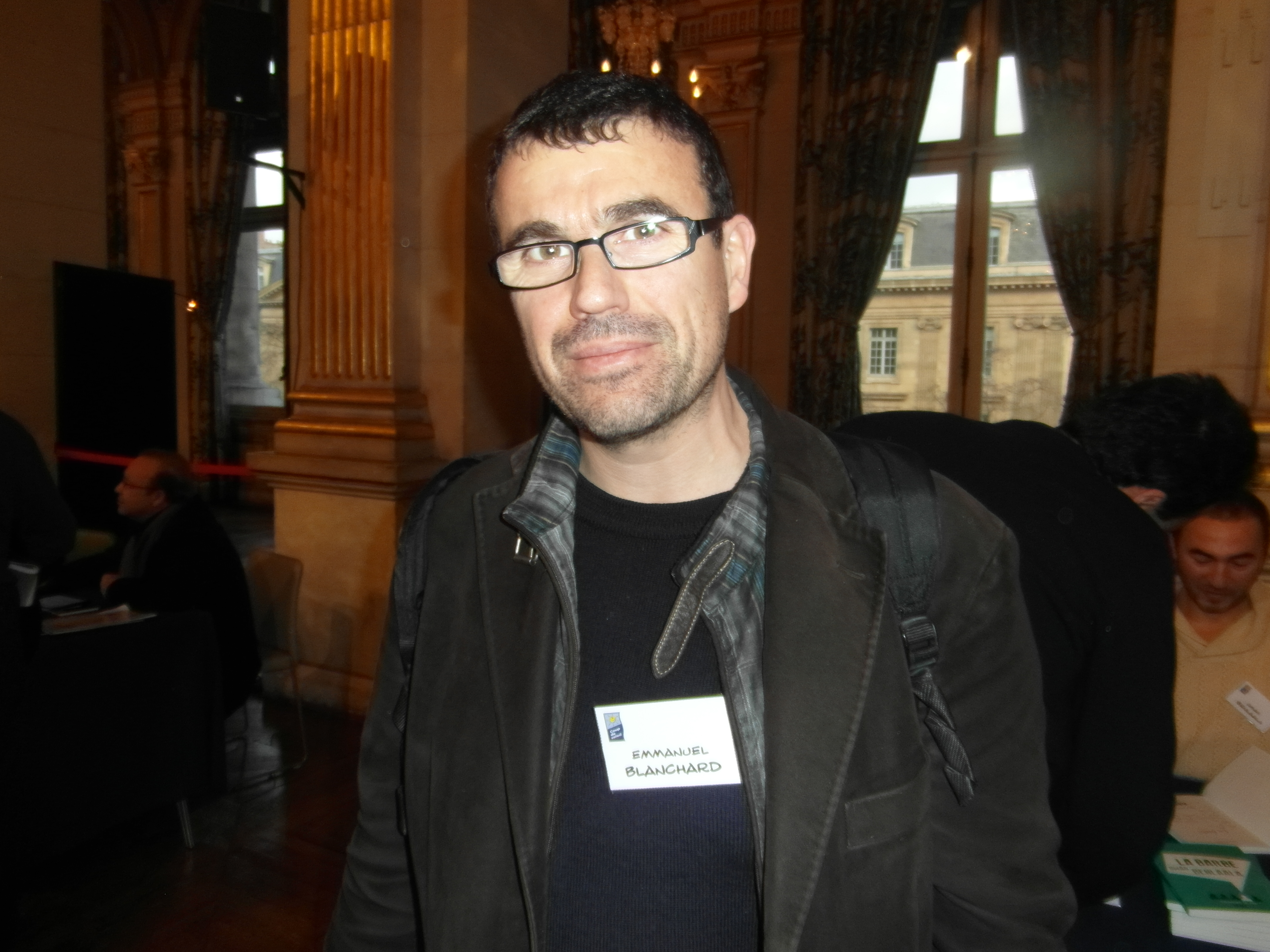
Emmanuel Blanchard, l'auteur de l'ouvrage La Police parisienne et les Algériens, 1944-1962.

Un court affrontement avec les policiers a lieu place de la Nation, où la manifestation se disperse. Mais le cortège du MTLD continue à défiler pour se disperser un peu plus loin; selon d'autres sources, les manifestants se dirigent vers l'avenue du Trône pour déposer pancartes et drapeaux dans le camion du MTLD. Sous la pluie, la police tire sur eux, intentionnellement et sans sommation; il semble que l'initiative des tirs soit venue du rang, et non de la hiérarchie. De 17 h à 17 h 30, les Algériens utilisent les barrières pour affronter les policiers, au moins 2 cars de police sont incendiés.
Les circonstances de la répression de la manifestation du 14 juillet 1953 ne sont pas encore exactement connues, en particulier quel a été l'élément déclencheur. L’historien Emmanuel Blanchard confirme que des drapeaux algériens et des portraits de Messali Hadj ont été brandis, mais ce n'était pas inhabituel en France métropolitaine. « Et jusque-là, on ne leur tirait pas dessus, au moins à Paris ! ». Pour lui, la répression n'était pas prévue. « C'est une riposte des gardiens de la paix qui ont décidé d’eux-mêmes de “donner une leçon” aux Algériens », sans qu'il y eut d’ordre de tirer. Il ajoute :

« Il est important de rappeler que si cet événement est alors inédit du point de vue parisien, il est d'une certaine façon courant de longue date aux colonies. Mais ce qui est peu commun, c'est que cela se passe un 14 juillet, sur la place de la Nation. Et ce qui est encore moins commun, c’est que des policiers français se comportent comme l'armée française de la fin du XIXe siècle quand elle tirait sur les ouvriers, ou comme leurs collègues dans l'ensemble des pays coloniaux quand les colonisés contestaient la domination coloniale. »

— Emmanuel Blanchard
Pour l'historienne Danielle Tartakowsky : « Si un mort peut résulter d'une “bavure”, sept peuvent difficilement lui être attribués… Sans qu'il faille nécessairement imaginer des ordres explicites, ici comme en d'autres circonstances ultérieures. Le climat politique et le racisme à l'œuvre mènent à des “dérapages” qui, lorsqu’ils se multiplient, ne peuvent plus se voir qualifiés de la sorte. ».

## Bilan humain
Le bilan humain de la manifestation déclarée est particulièrement lourd, avec 7 personnes tuées par balle, déclarées mortes dans différents hôpitaux de la région parisienne entre 17 h 40 et 20 h 30, et 48 personnes blessées par balle. Sur le plan matériel, une vingtaine de véhicules de police ont été endommagés, dont au moins deux véhicules incendiés.
| Nom                                         | Image | Biographie | Blessure                                                                                         | lieu d'enterrement |
| ------------------------------------------- | ----- | --- | ------------------------------------------------------------------------------------------------ | ------------------ |
| Abdallah Bacha (عبد الله باشا)              |       | Ouvrier dans une usine d'encriers né en 1928 à Aghbalou (Algérie).                                                        | Atteint d’une balle dans la région dorsale qui est ressortie à la base du cou.                   | Aghbalou, Algerie  |
| Larbi Daoui (العربي داوي)                   |       | Manœuvre et domestique à Saint-Dié né en 1926 à Aïn Sefra et enterré à Tiout (Algérie).                                   | Atteint d'une balle entrée par le sternum et a traversé le cœur.                                 | Tiout, Algérie     |
| Abdelkader Draris (عبد القادر دراريس)       |       | Ouvrier métallurgiste chez Chausson né en 1921 à Djebala et enterré à El Adjaidja (Algérie).                              | Atteint d’une balle dans la région temporale gauche, qui est ressortie par la tempe droite.      | Djebala, Algérie   |
| Mohamed Isidore Illoul (محمد إيزيدور إيلول) |       | Ouvrier du bâtiment au centre de formation de Saint-Priest né en 1933 à Oued Amizour et enterré à Oued Amizour (Algérie). | Atteint d'une balle entrée dans le sourcil gauche jusqu’à la boîte crânienne puis est ressortie. | Amizour, Algérie   |
| Maurice Lurot                               |       | Ouvrier métallurgiste né en 1912 à Montcy-Saint-Pierre et enterré au cimetière du Père-Lachaise (France).                 | Atteint d'une balle dans la poitrine au niveau du sternum et a traversé le poumon et le thorax.  | Paris, France      |
| Tahar Madjène (طاهر ماجن)                   |       | Né en 1927 au Douar Harbil et enterré à Guergour (Algérie).                                                               | Atteint d’une balle sous la clavicule gauche qui lui a perforé le cœur et les poumons.           | Guergour, Algérie  |
| Amar Tadjadit (عمار تاجديت)                 |       | Né en 1927 au Douar Flissen et enterré à Tifra (Algérie).                                                                 | Atteint d'une balle qui a atteint le cerveau dans la région frontale gauche.                     | Tifra, Algérie     |

### Manifestants blessés par balle
Le dénombrement des blessés est plus compliqué. Grâce au dossier d’instruction de la cour d’appel et les archives de la préfecture de police de Paris, Emmanuel Blanchard a recensé 47 manifestants blessés par les tirs policiers. L’Algérie libre mentionne deux autres blessés (Vasvekiazan blessé à la tête et Cyprien Duchausson blessé à la main) hospitalisés à l’hôpital Saint-Antoine mais Emmanuel Blanchard n'a rien trouvé à leur sujet. Daniel Kupferstein évoque le nombre de 48 blessés lors du 70e annniversaire de la manifestation.
Le nombre de blessés par balle est certainement sous-évalué. Des Algériens ont préféré éviter de se faire soigner dans les hôpitaux de peur d'être arrêtés ou y sont allés mais en restant anonymes comme l'indique Charles Palant « un camarade m’a guidé vers un hôpital à Saint-Denis. Il y avait là-bas, semble-t-il, des connaissances qui permettaient à la fois de soigner ces blessés et de sauvegarder leur anonymat ». Il y a également de nombreux blessés à coups de matraque. La police n'a procédé a aucune interpellation pendant la manifestation.
| Hôpital                            | Nombre de blessés | Identité et blessure |
| ---------------------------------- | ----------------- | --- |
| Hôpital Saint-Antoine              | 17                | Chérif Darkrim (visage), Dris Harouat (épaule), Ahmed Boutoub (jambe), Sassi Haddour (cuisse), Mohamed Guettaf (parties sexuelles), Amar Sadikorichene (jambe), Gaston Dickman (cuisse et parties sexuelles), Bouzid Keddache (jambe), Lounès Kait dit Kaieb (bras), Mohamed Chériguene (cuisse), Mohamed Bekhti (cuisse et nez), Abdelkader Bellouti (jambe), Mohamed Benkaba (deux balles à l’abdomen), Mohand Aït-Idir (jambe), Hocine Barache (cuisse), Mohand Chérif Ammour (pied) et Lalem Attab (jambe). |
| Hôpital Saint-Louis                | 8                 | Jean Laurans (jambe), Lalhou Tala-Ighil (cuisse), Idir Terradj (cuisse), Hocine Kichou (cou), Boualem Belkacem (aine), Ahmed Rahmouni (deux balles dans la jambe), Rabach Slimel (jambe) et Ali Boukhaoui (thorax). |
| Hôpital franco-musulman de Bobigny | 6                 | Benfelda Laouedj (deux balles dans la jambe), Mohamed Saddini (main et bras), Mohamed Ayache (genou), Hanafi Hanafi (main et pied), Kaci Zouani (cuisse) et Nait Challal (cuisse). |
| Hôpital Lariboisière               | 4                 | Joseph Zlotnik (cuisse et parties sexuelles), Saïd Daaci (épaule gauche et cuisse), Raach Saadi (pied) et Lucien Achille Carré (mollet). |
| Hôpital Rothschild                 | 4                 | Akli Guemadi (bras), Amzeziane Oudjeddi (jambe), Mohamed Louda (jambe) et Amar Aroués (thorax). |
| Hôpital Tenon                      | 2                 | Messaoud Bouda (deux balles à l’abdomen) et Abdallah Hamitouche (jambe). |
| Hôtel-Dieu                         | 2                 | Ahmed Aït-Kelifa (poitrine) et Mohand Saadi (thorax). |
| Hôpital Vaugirard                  | 1                 | Lalhou Bennatou (pied). |
| Hôpital de Saint-Denis             | 1                 | Mohammed Hassaine (cuisse). |
| Inconnu                            | 3                 | Achoun Tazagart (épaule) et Mohamed Méziane (pied), inconnu[réf. nécessaire]. |
| Total                              | 48                | 44 blessés sur les 48 sont algériens |

### Policiers blessés
Du côté des forces de l'ordre, la version officielle fait état de 82 policiers blessés, dont 19 gardiens de la paix hospitalisés. Le dossier d'instruction n'indique plus que 52 blessés légers qui n'ont pas eu d'arrêt de travail. Et le décompte des policiers hospitalisés le 15 juillet à la Maison de santé des gardiens de la paix ou à l'Hôtel-Dieu est de 16. Le 18 juillet, il y a 11 policiers hospitalisés. Au 30 juillet, il n'y a plus que 4 policiers blessés gravement qui sont encore hospitalisés,. Aucun policier hospitalisé n'a été atteint par des tirs de balles. En outre, plusieurs véhicules ont été détruits.
| Nom               | Bilan hospitalier des blessures | Durée de l'arrêt |
| ----------------- | --- | ---------------- |
| Ambroise Baras    | Le plus atteint, hospitalisé à l’Hôtel-Dieu. Plaies au cuir chevelu, enfoncement de la boîte crânienne. Traumatisme violent, intervention envisagée. Voir un neuropsychiatre. | 4 mois minimum   |
| Raoul Chène       | Fracture probable à la mâchoire. | 2 mois           |
| Henri Choquart    | Contusion thoracique et à la main, à revoir dans deux mois. | inconnu          |
| René Darcel       | Contusion cérébrale ayant entraîné la perte de connaissance ; il est à craindre quelques conséquences, à revoir dans un mois.                                                 | inconnu          |
| Paul Lassalle     | Contusions au crâne et aux deux bras. Il ne conservera aucun reliquat. | 2 mois           |
| François Leroy    | Contusions au crâne et à la main gauche. Aucune fracture, aucune incapacité permanente.                                                                                       | 2 mois           |
| Maurice Marlet    | Plaies au cuir chevelu et contusions au coude. Aucun reliquat des lésions, considéré comme guéri.                                                                             | 1 mois et demi   |
| Maurice Meneau    | Multiples plaies et fracture du crâne. Il ne doit conserver aucune incapacité, mais il est nécessaire de le revoir.                                                           | 3 mois           |
| Daniel Prud’homme | Plaies du crâne et face, contusions au bras. Pas d’infirmité permanente, mais une diminution de l’audition.                                                                   | 2 mois           |
| René Py           | Contusions : crâne, lombaire, cuisse, main. Aucune lésion, aucun reliquat. Les douleurs vont disparaître.                                                                     | 33 jours         |
| Marius Schmitt    | Contusion crâne, plaie à la lèvre supérieure. Si les troubles postcommotionnels persistent, nécessité d’aller voir un neuropsychiatre.                                        | 3 mois           |

### Photographe blessé
Le photographe du journal Parisien libéré, Robert Trécourt, a été frappé par des gardiens de la paix et son matériel photo cassé,. Dans son rapport complémentaire adressé au directeur général de la police municipale, le commissaire André Bondais déclare avoir croisé le photographe, mais « il ne portait aucune trace de coups et n’a jamais déclaré avoir été frappé ».

## Jours suivants

### Secours aux blessés et fraternisation

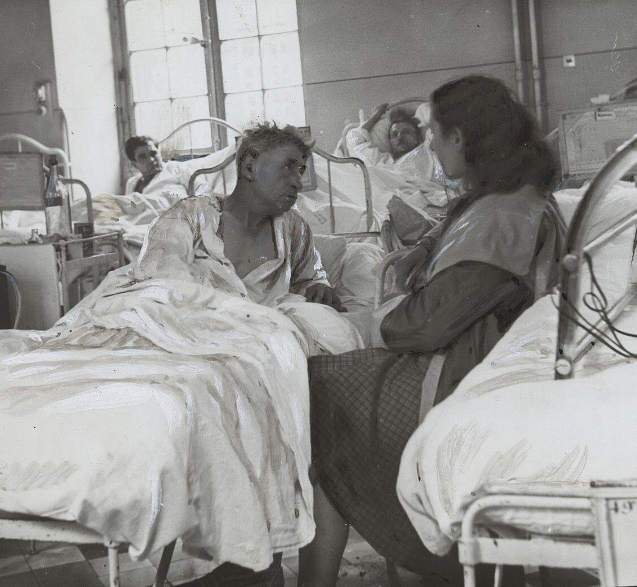
Dans une chambre d'hôpital, une femme parle avec un homme blessé par les forces de police le 14 juillet 1953, L'Humanité, 17 juillet 1953.

Les hôpitaux les plus proches sont pleins (Saint-Antoine, Saint-Louis, Tenon, Rothschild) et des blessés sont envoyés plus loin comme à l'hôpital Lariboisière ou à l’hôpital franco-musulman de Bobigny. Un important mouvement de solidarité envers les blessés s'organise, comme l'indique Abdelhamid Mokrani :

« Le lendemain, je pense que la police voulait nous récupérer et le personnel de l’hôpital – médecins, infirmières –, des communistes et des militants du MTLD sont venus pour faire barrage. Ils les ont empêchés, je ne sais pas peut-être qu’ils voulaient nous arrêter ? Après, on a reçu des colis, des aides de Français. La solidarité était très grande. Il y a beaucoup de Français qui nous apportaient des choses. Il y a même un Français pied-noir d’Oran qui était solidaire et qui nous a envoyé un colis. Nous, on avait tous des amis français. On n’était pas anti-français, on était contre le colonialisme. Il y a une différence, une grande différence. »

— Abdelhamid Mokrani
Des manifestations de fraternisation voient le jour un peu partout en région parisienne dès le soir du drame. La section de Vincennes du PCF distribue 2 000 exemplaires d'un tract qui appelle la population à s’unir « pour que la police française ne tire plus sur le peuple français ». 800 personnes observent une minute de silence lors d'un bal à l’Île Saint-Louis. La même chose est observée au bal de Fontenay-sous-Bois. Les bals de la Butte-aux-Cailles, (13e) de la place Jeanne d’Arc, Marx Dormoy (18e), place de la Réunion (20e) et de Champigny sont arrêtés en signe de deuil.

### Acharnement policier
Si la police ne procède à aucune arrestation lors du défilé, Libération évoque des « rafles antialgériennes dans la région parisienne » les jours qui suivent. Des descentes de police sont organisées dans le quartier de la Goutte d'Or où vie une importante communauté issue de l'immigration algérienne. Le 15 juillet, les militants Henri Girault, Henri Polard et Fernand Werthée sont arrêtés en train de distribuer des tracts intitulés « travailleurs assassinés le 14 juillet ». Ils seront condamnés à 6 000 francs d'amende pour avoir distribués des tracts signés mais sans préciser le nom de l'imprimeur. Le 19 juillet, un policier tire à deux reprises sur un militant algérien du MTLD en train de distribuer des tracts.

### Funérailles
Les dépouilles des victimes algériennes sont transportées à la Grande mosquée de Paris pour une cérémonie religieuse. Des milliers de parisiens viennent se recueillir devant les cercueils plombés des victimes, dont, parmi elles Laurent Casanova et Léon Feix du PCF, Boumendjel Ahmed de l'Union démocratique du Manifeste algérien, Alice Sportisse du Parti communiste algérien, Abdelkader Cadi, Lakhdar Brahimi, Yves Dechezelles du Congrès des Peuples contre l'impérialisme, Louis Massignon professeur au Collège de France, Charles-André Julien professeur à la Sorbonne et membre du Comité France-Maghreb, Claude Bourdet de l'Observateur, Georges Suffert de Témoignage Chrétien, Albert Béguin de la revue Esprit.
Le lendemain, les six cercueils sont exposés à la Maison des métallos, drapée de noir pour l'occasion. Dans l'après-midi, Maurice Lurot est enterré au cimetière du Père-Lachaise.
Quatre victimes algériennes peuvent être immédiatement transférées vers l'Algérie. Abdallah Bacha sera inhumé à Bahalil (Wilaya de Bouira), Abdelkader Draris à Djebala (Wilaya de Tlemcen) et Tahar Madjène à Guergour (Wilaya de Bouira). La dépouille de Amar Tadjadit aurait été subtilisée à sa famille par des militaires français et enterrée « à l'esbroufe » selon l'Humanité du 26 juillet. Pour des raisons administratives, les corps de Larbi Daoui et Mouhoub Illoul durent être enterrés au cimetière musulman de Bobigny.
Le PCF organise un meeting d'hommage aux victimes le 21 juillet 1953 au Cirque d'Hiver réunissant plusieurs milliers de personnes. Parmi les intervenants, il y avait Eugénie Cotton, le docteur Benjamin Ginsbourg, président du Mouvement contre le racisme et l'antisémitisme, le pasteur Jean Bosc, Henri Raynaud de la CGT, Georges Cogniot, etc..

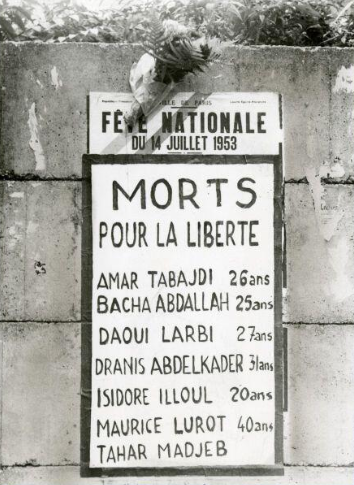
Hommage aux victimes
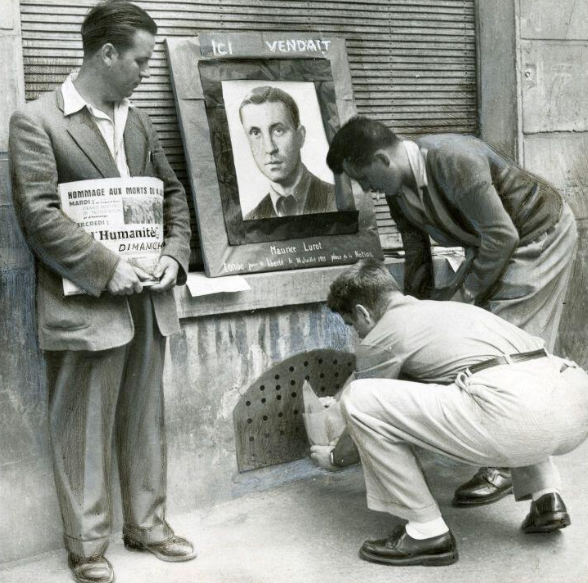
Hommage à Maurice Lurot
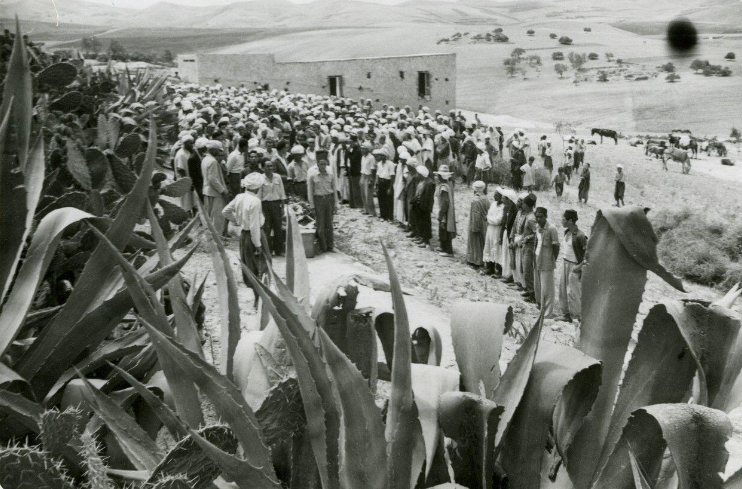
Obsèques à Paris des victimes
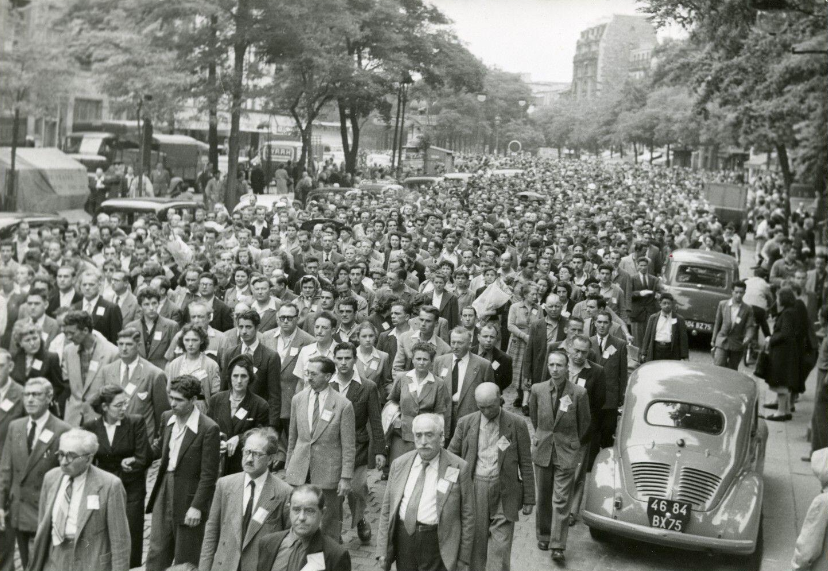
Obsèques en Algérie d'une victime
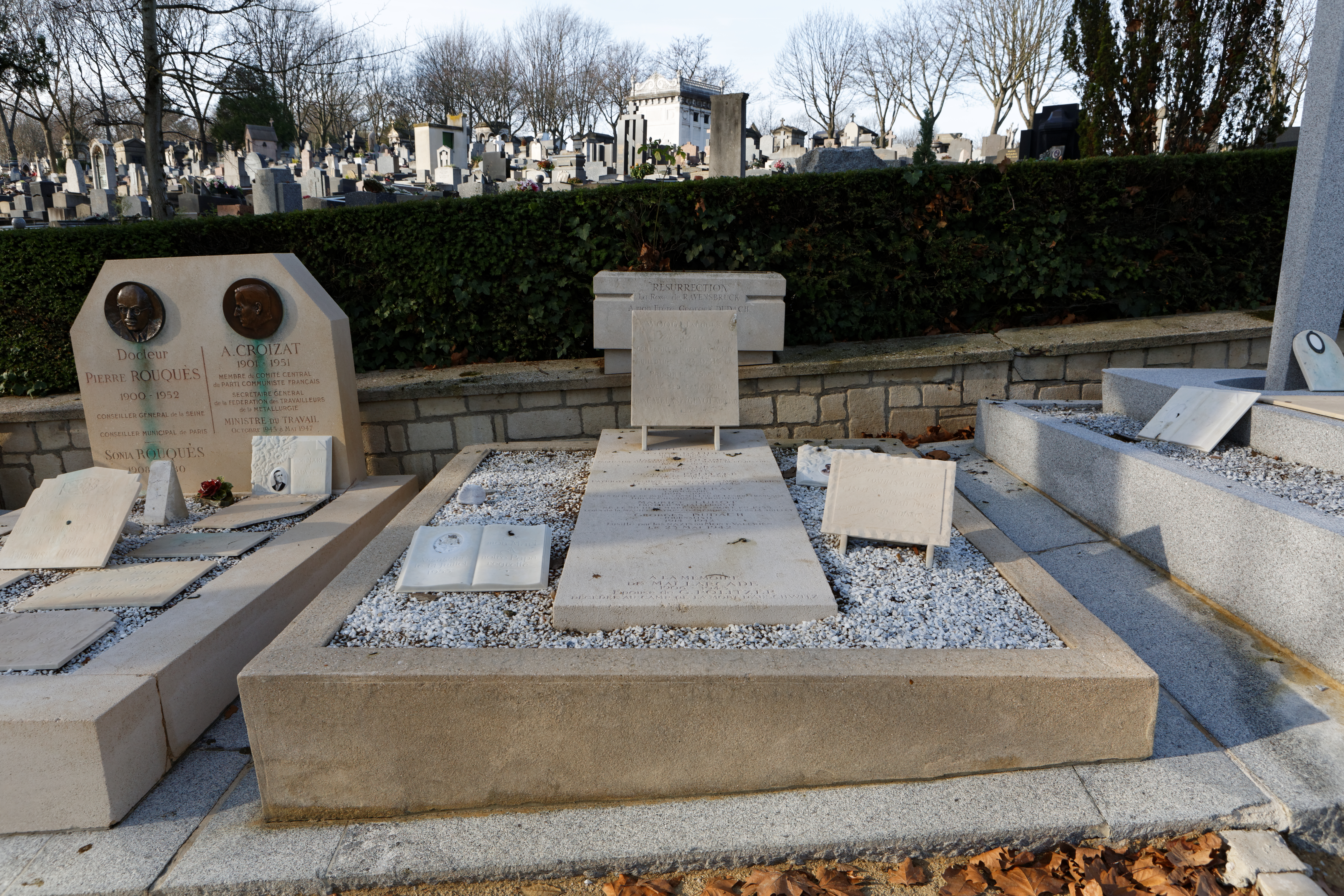
Tombe collective du cimetière du Père-Lachaise où figure le nom de Maurice Lurot (97e division).

### Réactions
Dans les jours qui suivent le défilé ensanglanté, le PCF dénonce « le caractère délibérément provocateur de la fusillade du 14 juillet contre un défilé régulièrement autorisé » et affirme « que la police a empêché la dislocation normale d'une partie du cortège et l'écoulement paisible des manifestants algériens sur le cours de Vincennes ». Le co-organisateur de la manifestation appel à multiplier les actions pour obtenir le « châtiment sévère des coupables ».

#### Syndicats et organisations

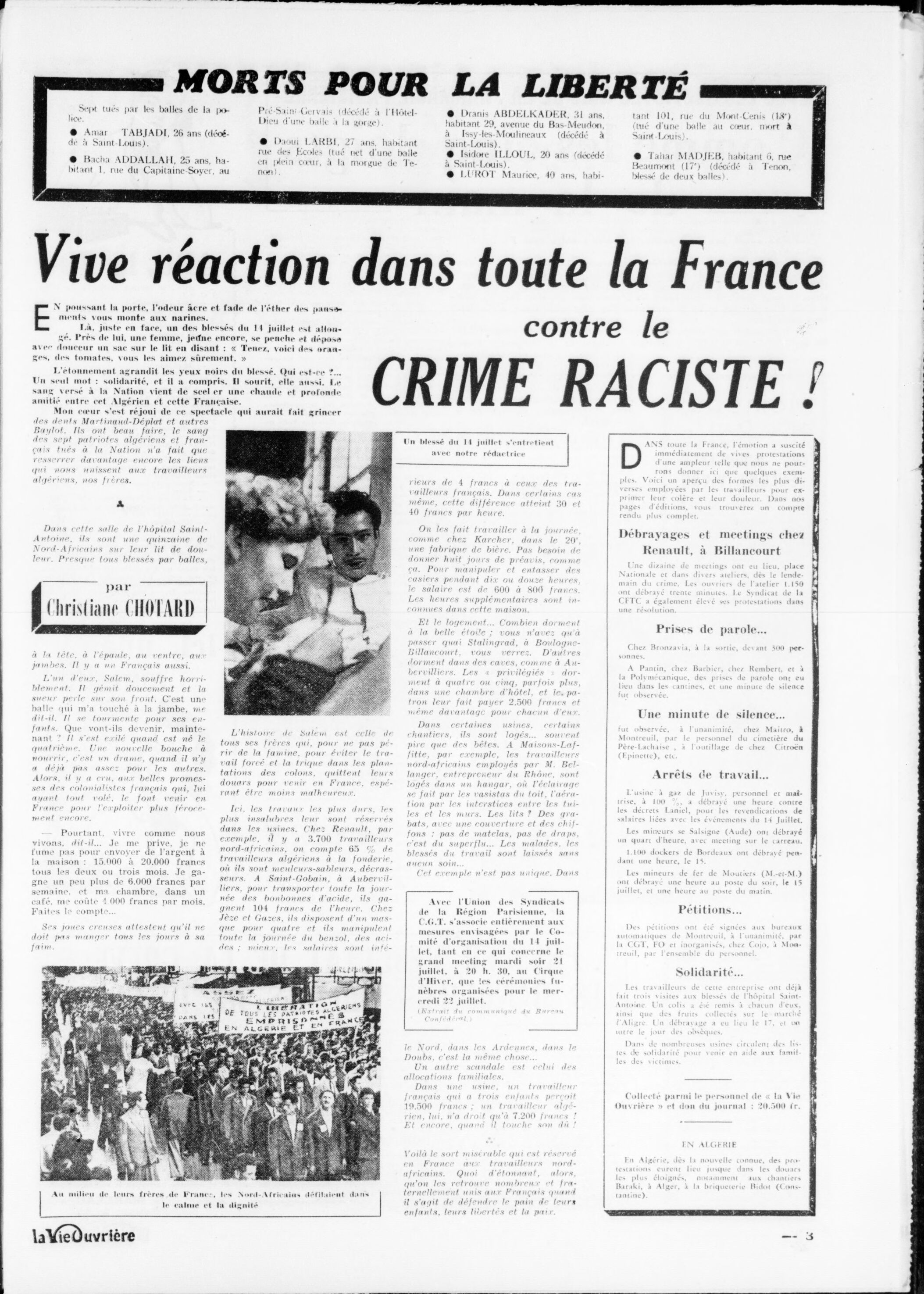
Français : Article de La Vie Ouvrière, organe de la CGT, 22 juillet 1953.

Plusieurs syndicats réagissent publiquement. L'Association des travailleurs vietnamiens de France, le bureau du syndicat parisien FO des organises de sécurité sociale, le Comité intersyndical du livre parisien, la Fédération de l'éducation nationale, le syndicat CFTC Renault, les Unions départementales CGT et FO de la Loire Atlantique apportent leur soutien aux victimes de la répression policière. Le secrétaire de l'Union des syndicats de la région parisienne, André Tollet, souligne que « le racisme est une arme de l'ennemi », dans le Peuple, l'organe bimensuel de la CGT, daté du 1er août. Des actions de protestation sont réalisées, notamment dans le bassin minier, les ports et les entreprises de métallurgie du Nord-Pas-de-Calais,.
Au niveau national, seule la CGT accuse les forces de l'ordre. Dans La Vie ouvrière, l'organe de la CGT, Édouard Storace souligne que « c'est le même sang qu'ils ont versé, ces frères d'un même combat, tombés sous les mêmes balles, balles meurtrières de policiers protecteurs des privilèges des négriers modernes, des milliardaires capitalistes enrichis par la sueur et le sang du peuple »,. Pour Force ouvrière, née de la scission avec la CGT en 1947, « le stalinisme et le nationalisme se trouvaient conjugués, place de la Nation. Le tout formant aisément un mélange détonnant. La jonction funeste, blâmable, déplorable »,. L'Union des syndicats parisiens de la CFTC regrette que « cette journée qui devait être l'expression de toutes les libertés et de l'union de tous les Français ait été marquée par des violences et des brutalités » mais souligne qu'elle est « toujours opposée à l'exploitation, à des fins d'agitation politique, des conditions difficiles d'existence des travailleurs, notamment nord-africains »,.
Plusieurs organisations dénoncent les violences policières : le Cercle Zimmerwald de Niort (ville où est assigné à résidence Messali Hadj), le Comité d'action des intellectuels pour la défense des libertés, le Comité France-Maghreb, le comité de Libération du Maghreb arabe, les étudiants algériens de Paris, la LICA et le MRAP.

#### Personnalités
Dans les jours qui suivent le massacre, L'Humanité recueille l'avis de plusieurs personnalités,. L'abbé Pierre, qui était en tribune officielle place de la Nation, déclare qu'« Ils ont peur de l’unité pour la liberté et le pain. Ils donnent la force brutale. Honte à eux ! ». L'écrivain Michel Leiris déclare être « écœuré jusqu’à la nausée par cette habitude, aujourd’hui instaurée en France, de transformer les manifestations populaires en occasions de pogrome contre les Nord-Africains ». L'historien Louis de Villefosse déplore que « les Algériens sont, en pratique, traités d’étrangers sur leur propre sol, et privés de toutes les libertés politiques, de tous les droits sociaux garantis par la Constitution ». D'autres personnalités déplorent l'intervention de la police : le docteur Georges Bourguignon, membre de l'académie de médecine, l'ancien gouverneur de la Banque de France Émile Labeyrie, l'écrivain Jean Cau.
À l'inverse, L'Aurore recueille des témoignages appelant à mettre fin au problème algérien. Pour le député Joseph Denais, il faut « cesser de laisser venir tant d'Algériens à Paris ». Le député Robert Mondon partage ce point de vue. Pour le député André Hugues, il « il faut faire une distinction entre les Nord-Africains vivant en France depuis longtemps et qui travaillent normalement, et ces commandos que certains partis politiques exploitent ».
Dans Libération, le Comité d'action des intellectuels pour la défense des libertés estime que « tout se passe comme si l'on voulait contraindre les travailleurs nord-africains à renoncer à toute manifestation publique ».
Les artistes Jacques Prévert, Yves Montand et Simone Signoret feront parvenir des messages de solidarité lus lors du meeting de protestation organisé au Cirque d’hiver le 21 juillet.

#### Presse
Maurice Rajsfus, Jacques Simon et Daniel Kupferstein rendent compte de la couverture médiatique de l'époque dans leurs ouvrages respectifs,,.

##### Presse en France

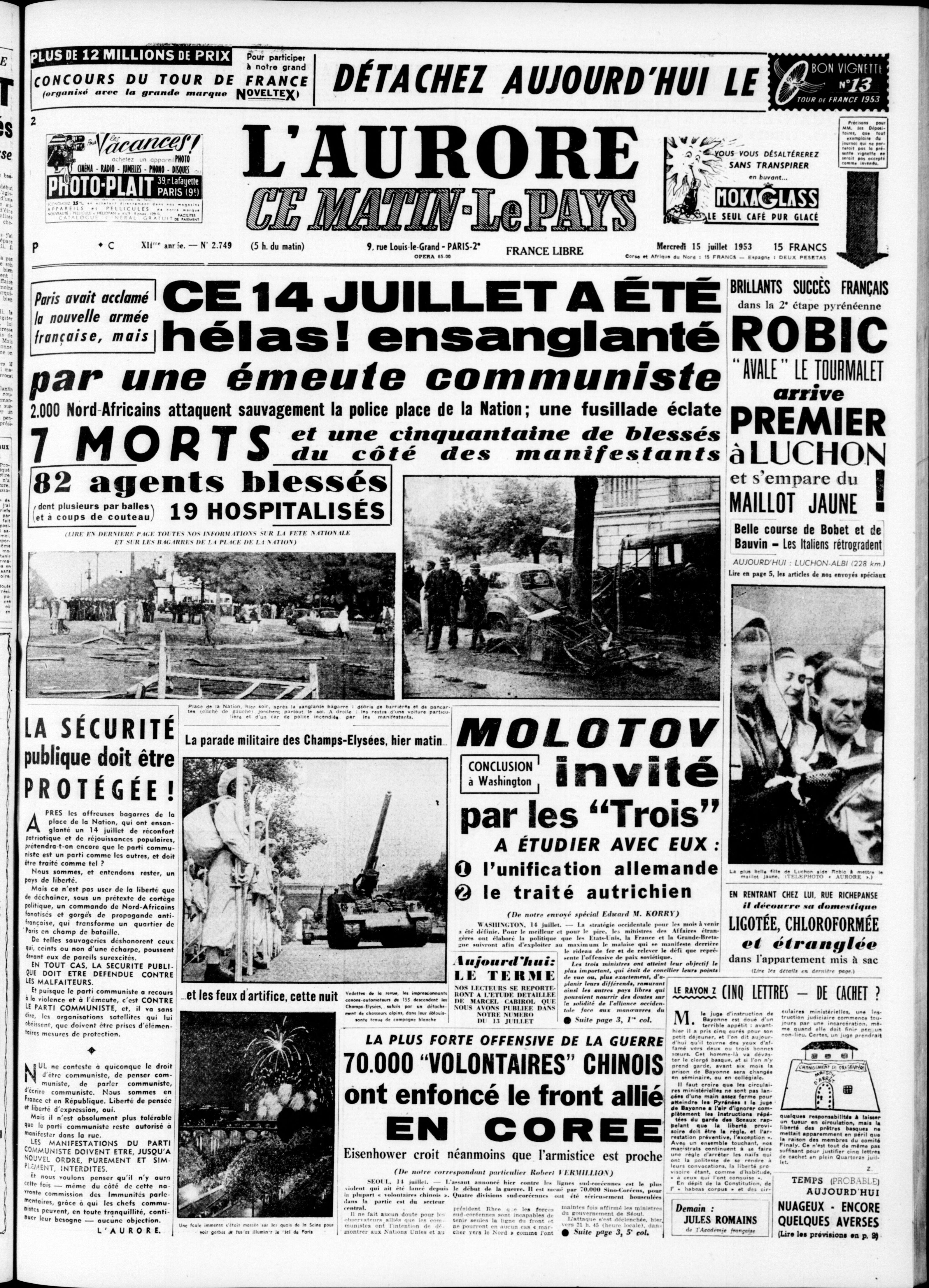
Une de L'Aurore, 15 juillet 1953.

Le traitement y diffère énormément selon les titres. Pour certains, il s'agit d'une répression, tandis que d'autres titres y voient un simple maintien de l'ordre. Contrairement au massacre du 17 octobre 1961, la presse de l'époque évoque amplement l'événement de 1953, mais en des termes qui scandalisèrent Albert Camus qui fit parvenir une lettre au journal Le Monde, :

« Quand on constate que la plupart des journaux (le vôtre est parmi les exceptions) couvrent du nom pudique de « bagarres » ou « d'incidents » une petite opération qui a coûté sept morts et plus d'une centaine de blessés, quand on voit enfin nos parlementaires, pressés de courir à leurs cures, liquider à la sauvette ces morts encombrants, on est fondé, il me semble, à se demander si la presse, le gouvernement, le Parlement, auraient montré tant de désinvolture dans le cas où les manifestants n'auraient pas été Nord-Africains, et si, dans ce même cas, la police aurait tiré avec tant de confiant abandon. Il est bien sûr que non et que les victimes du 14 juillet ont été un peu tuées aussi par un racisme qui n'ose pas dire son nom. »

— Albert Camus, Le Monde, 19-20 juillet 1953
L'événement figure en première page jusqu'aux obsèques de Maurice Lurot puis il est relégué dans les pages intérieures jusqu'à la fin du mois de juillet, avant d'être remplacé notamment par la couverture de la Guerre d'Indochine et des grèves d'août 1953, les plus importantes grèves des services publics depuis la Libération.
La presse populaire de droite reprend à son compte la version officielle. Pour L'Aurore, il s'agit d'« un commando de Nord-Africains fanatisé et gorgés de propagande anti-française qui transforme un quartier de Paris en champs de bataille ». Le Parisien libéré évoque une « flambée de rage, un déchaînement d’instincts meurtriers qui rappelait étrangement, par sa soudaineté, son irrationalité même, les derniers troubles de Casablanca ». Bien que reprenant la thèse officielle d'une agression initiale des Nord-Africains, Le Parisien libéré dénonce néanmoins l'attitude des forces de l'ordre envers un de ses photographes, Robert Trécourt. Le Figaro pointe du doigt la responsabilité des dirigeants communistes dans la mort des sept manifestants et parle d'une « meute hurlante » qui ont obligé les forces de l'ordre à faire usage de leurs armes. France-Soir rend compte de manière détaillée des événements. Le quotidien du soir, qui tire à l'époque à un million d'exemplaires, demeure neutre. Maurice Rajsfus souligne qu'« à la lecture de son article , on ne peut savoir si les Algériens répliquent à une attaque de la police, s'ils ne font que de se défendre, ou s'ils ont délibérément attaqué ce service d'ordre qui n'est pas là innocemment, et s'est bien gardé de s'en prendre aux éléments communistes et syndicalistes du cortège ».
Le Monde adopte une position nuancée ou ambiguë en désignant les forces de l'ordre et les organisateurs responsables du massacre : « Il appartient aux organisateurs de la manifestation comme au chef de la police de tirer la leçon de cette sanglante et inutile collision », tout en soulignant que « les origines de l’affaire demeurent obscures » dans son numéro du 16 juillet. Le MTLD est par ailleurs présenté comme étant « le plus extrémiste des partis proprement algériens ».

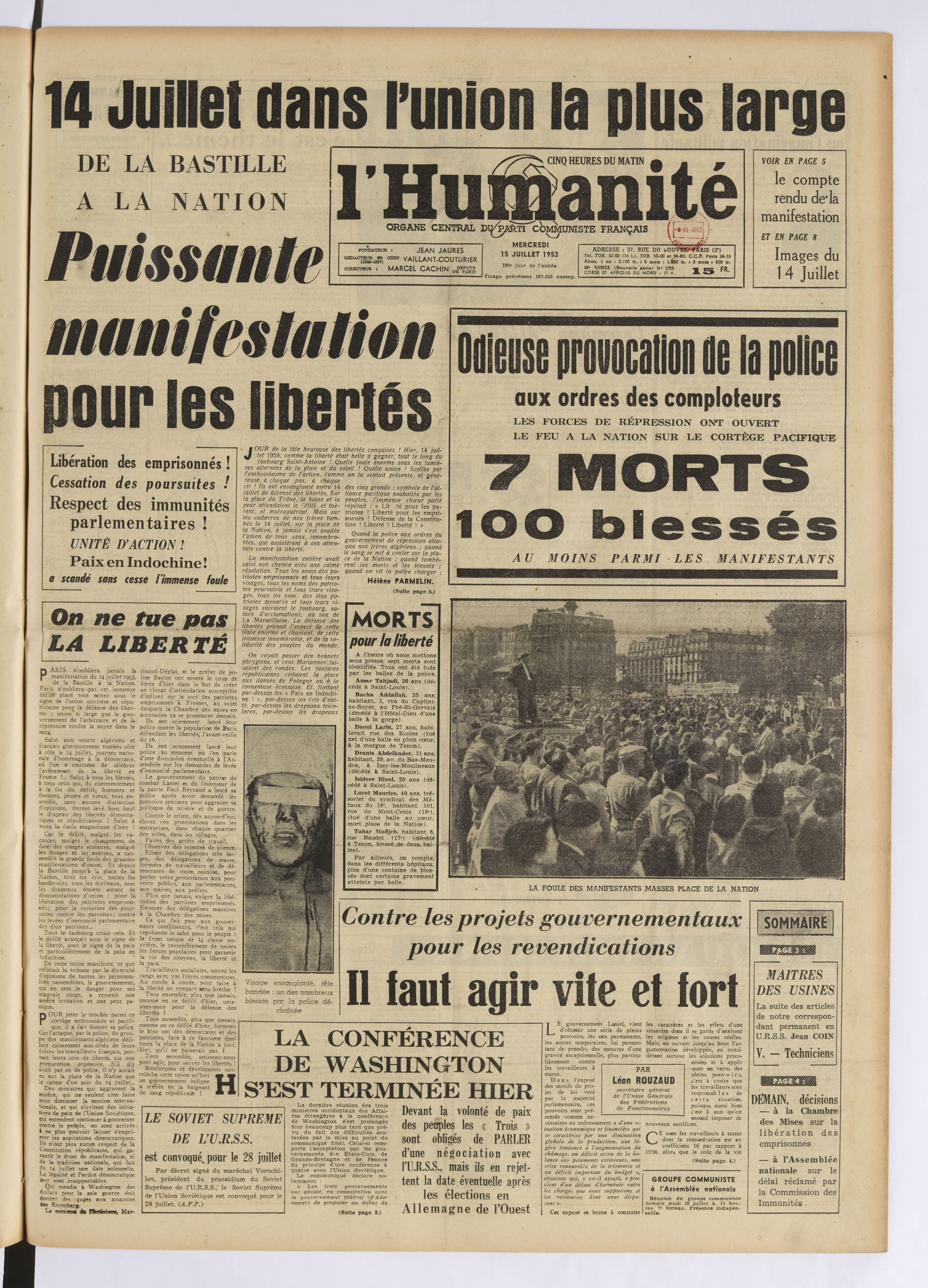
Une de L'Humanité, 15 juillet 1953.

Du côté de la presse de gauche, L'Humanité couvre abondamment l'événement (deux à quatre pages) et en le mettant en Une jusqu'au 25 juillet, puis dans les pages intérieures jusqu'au 31 juillet. Le journal du PCF rend compte de l'événement avec moult détails et s'indique de la répression policière : « Au moment où la tête du groupe, compact, discipliné, des Algériens, ayant dépassé la tribune, se dirigeait vers l'avenue du Trône pour se disperser, et commençait à replier ses banderoles, soudain, des petites rues adjacentes, surgirent des policiers, en formation serrées, fonçant sur les Algériens et les frappant à coups de pèlerine et de matraque, s'acharnant particulièrement sur le portrait de Messali Hadj. Les Algériens, d'abord surpris, refluèrent sur la place de la Nation où leurs camarades continuaient d'avancer. Il y eut un moment de flottement, puis les Algériens, unis aux patriotes français, se ressaisissant, se défendirent avec un admirable courage contre l'incroyable, la brutale agression de la police ». Libération pointe du doigt la responsabilité de la police en questionnant son lectorat : « Leur crime serait-il d'avoir déployé des emblèmes autonomistes, d'avoir brandi le drapeau de la dissidence, d'avoir signifié  une volonté de sécession ? ». Le Populaire, qui ne parait plus que sur deux pages, couvre que brièvement l'événement et adopte une approche anticommuniste, habituelle pour l'organe de la Section française de l'Internationale ouvrière (SFIO) : « Une fois de plus donc, les staliniens se sont servis des Nord-Africains de Paris comme troupes de choc ».

Les hebdomadaires couvrent également l'événement. Tout juste créé en mars 1953, L'Express se contente de quelques lignes : « "Odieuse provocation policière" ou "réplique légitime à une émeute communiste", la bagarre de la place de la Nation semble marque en tout cas un raidissement des méthodes employées pour maintenir l'ordre public ». Claude Bourdet, directeur de L'Observateur, accuse Léon Martinaud-Deplat, ministre de l'Intérieur du gouvernement Laniel :

« L'agent numéro 1 des grands colons dont les instructions lui sont transmises par le sénateur Borgeaud, roi de la viticulture en Algérie. Il est, avec Maurice Schumann, le principal responsable de l'abominable politique inaugurée le 15 décembre 1951 en Tunisie. Il est le soutien du maréchal Juin, le protecteur du Glaoui et de Boniface. Aujourd'hui M. Martinaud-Deplat est membre d'un gouvernement qui a plus que jamais besoin, pour survivre, des voix des élus européens d'Afrique du Nord et des pseudos-élus qui obéissent aux précédents »

— Claude Bourdet.
L'hebdomadaire de droite Carrefour titre « Bagatelle oratoire pour le massacre du 14 juillet », paraphrasant le pamphlet antisémite Bagatelles pour un massacre de Louis-Ferdinand Céline. L'hebdomadaire protestant Réforme déplore que l'« Assemblée nationale, n'ait pas su traduire le triple aspect politique, social et humain de la situation des Nord-Africains de France, que la tragédie assombrissait, à Paris et en Algérie ». André Sevry, dans l'hebdomadaire Témoignage chrétien, décrit le « spectacle d'horreur offert aux manifestants » :

« Je ne suis pas prêt d'oublier cette soirée du 14 juillet, sur la place de la Nation, jonchée de débris, de morceaux de planches, de pancartes déchirées, de prospectus, de souliers perdus, de journaux colés au pavé gras, et au clapotement des derniers souffles de l'orage. Ce casque noir, tombé comme un champignon phénoménal, ce reflux houleux des voitures vers Vincennes, les gens qui couraient, rasant les murs et, surtout, ces hommes allongés inanimés sur la chaussée vernie par les récentes averses, de part et d'autre des colonnes du Trône »

— André Sevry, Témoignage chrétien.

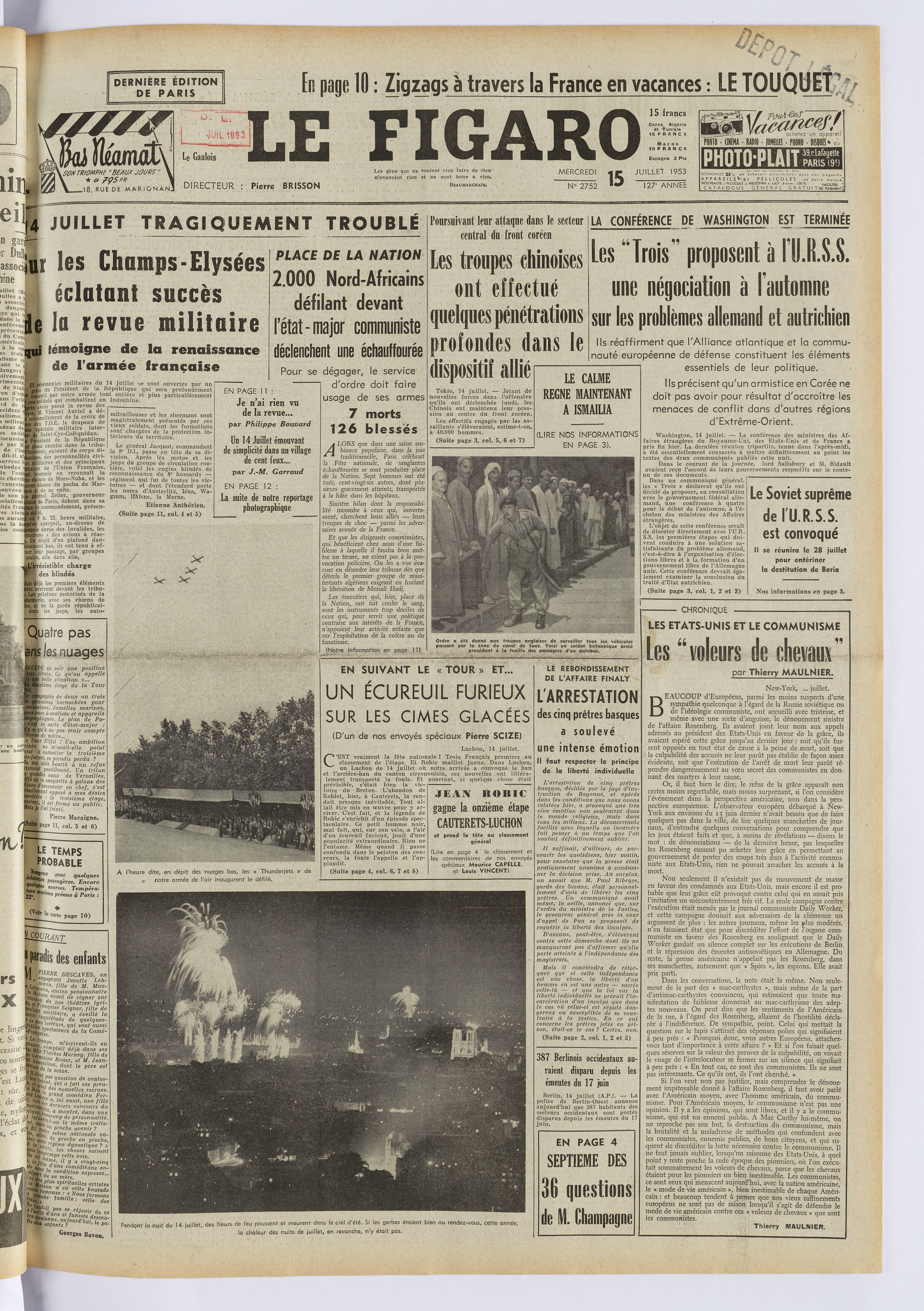
Le Figaro
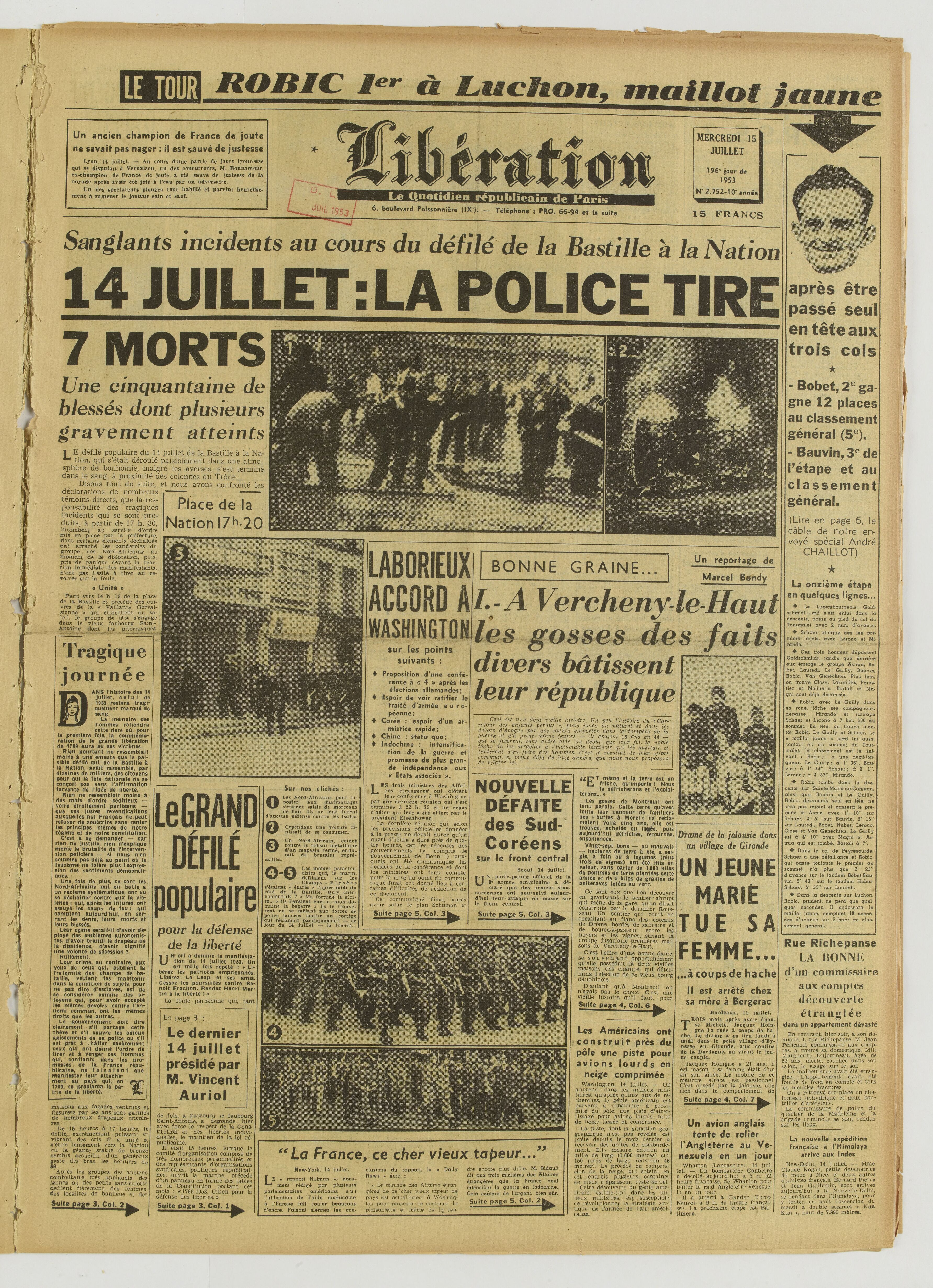
Libération
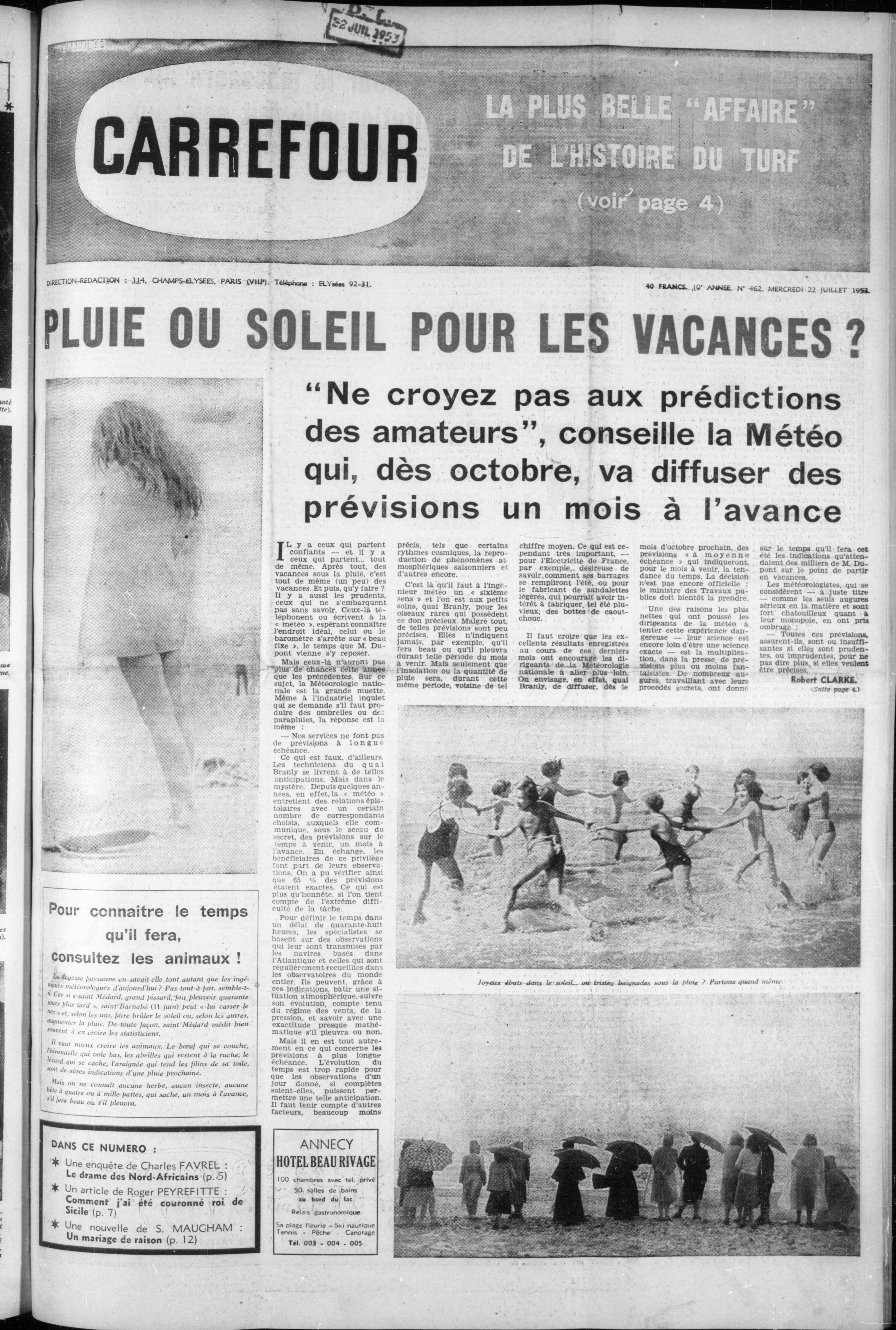
Carrefour

##### Presse en Algérie
En Algérie, la presse pro-gouvernementale et en faveur du colonialisme fait une couverture minimale de l'événement. Le quotidien de gauche, Alger républicain, évoque largement le massacre et les obsèques des « martyrs » et le 22 juillet, il publier les noms des 7 tués et relate les circonstances émouvantes entourant leurs enterrements.
Le journal du MTLD, L'Algérie Libre (en), couvre abondamment le massacre. Mais Emmanuel Blanchard souligne qu'« il va être censuré et quasiment inaccessible aux lecteurs français et très peu aux militants du PPA-MTLD de métropole et d’Algérie… ». Le 29 juillet, la police saisit 6 500 exemplaires d'un numéro spécial consacré au 14 juillet. Dans son numéro du 31 juillet, L'Algérie Libre fait un parallèle avec les massacres de Sétif en 1945 : 

« Les vampires ont remis ça. Ils ont pris cette fois-ci leur rasade de sang frais sur les Bicots exilés à Paris à la poursuite de leur croûte. Comme à Sétif, comme à Casablanca, comme à Cap Bon, les nôtres étaient sans armes. Une fois de plus, pour les besoins de la cause, les nationalistes nord-africains sont devenus des "communistes" ».

— L'Algérie Libre

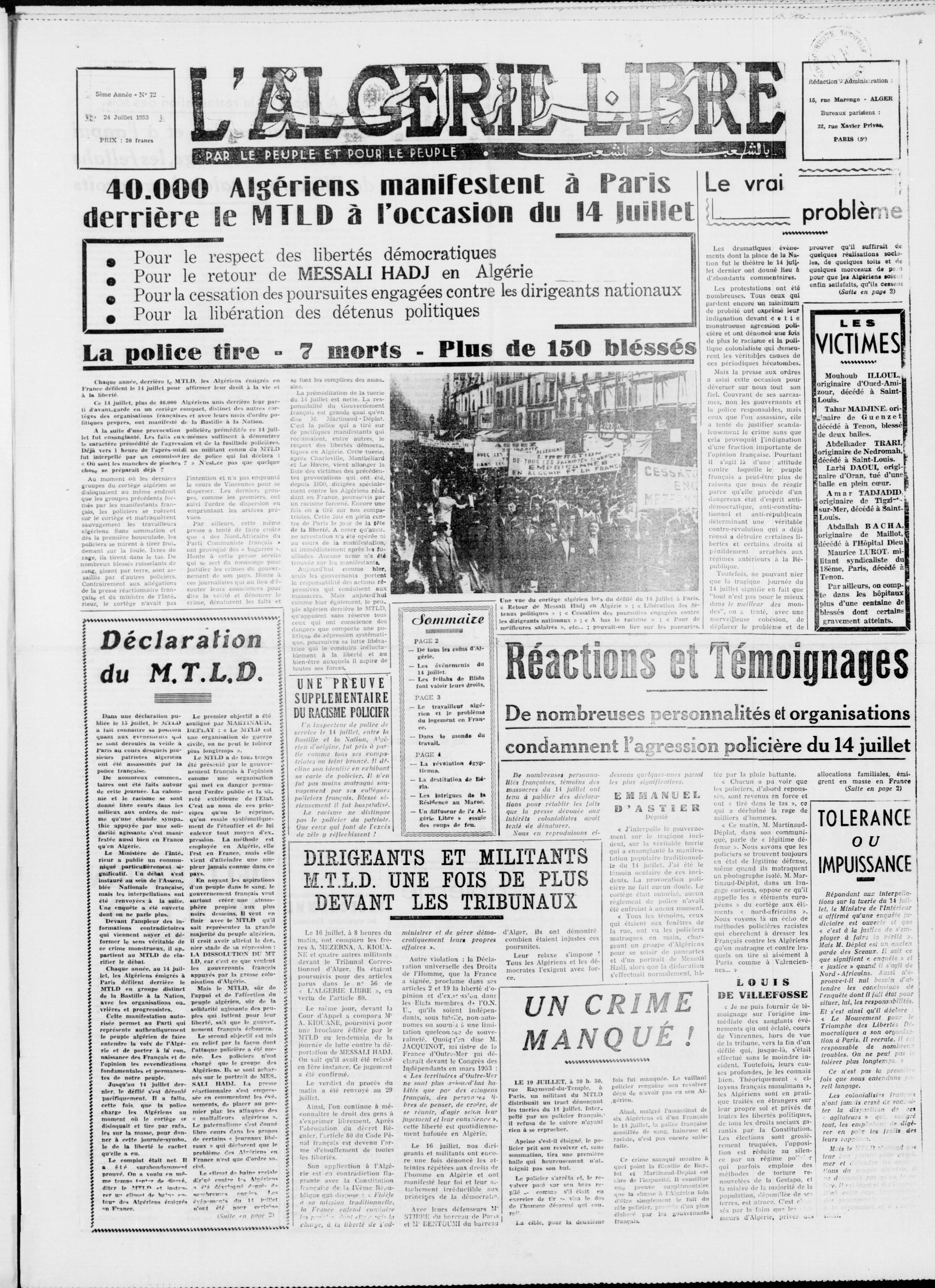
L'Algérie libre
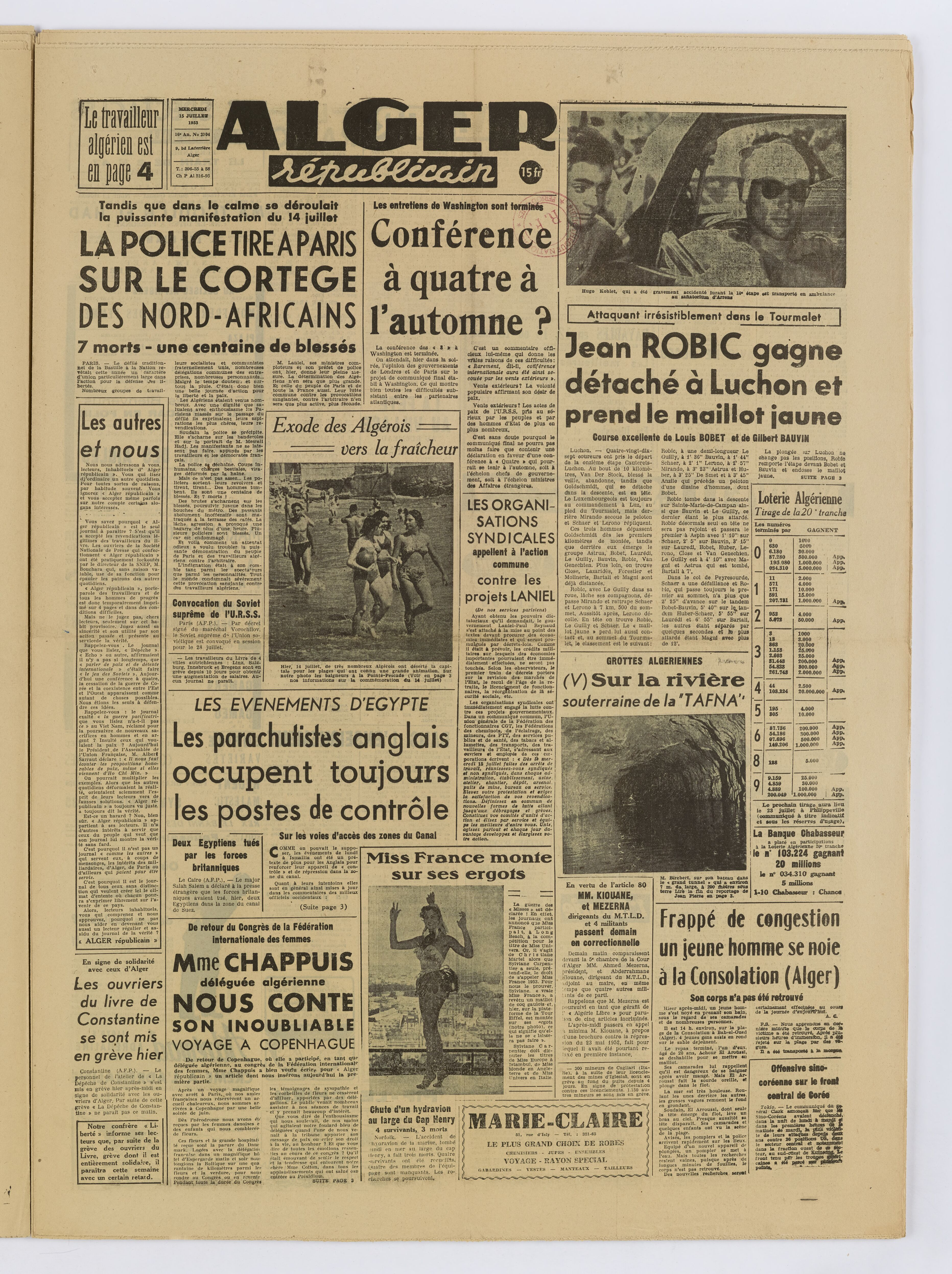
Alger républicain
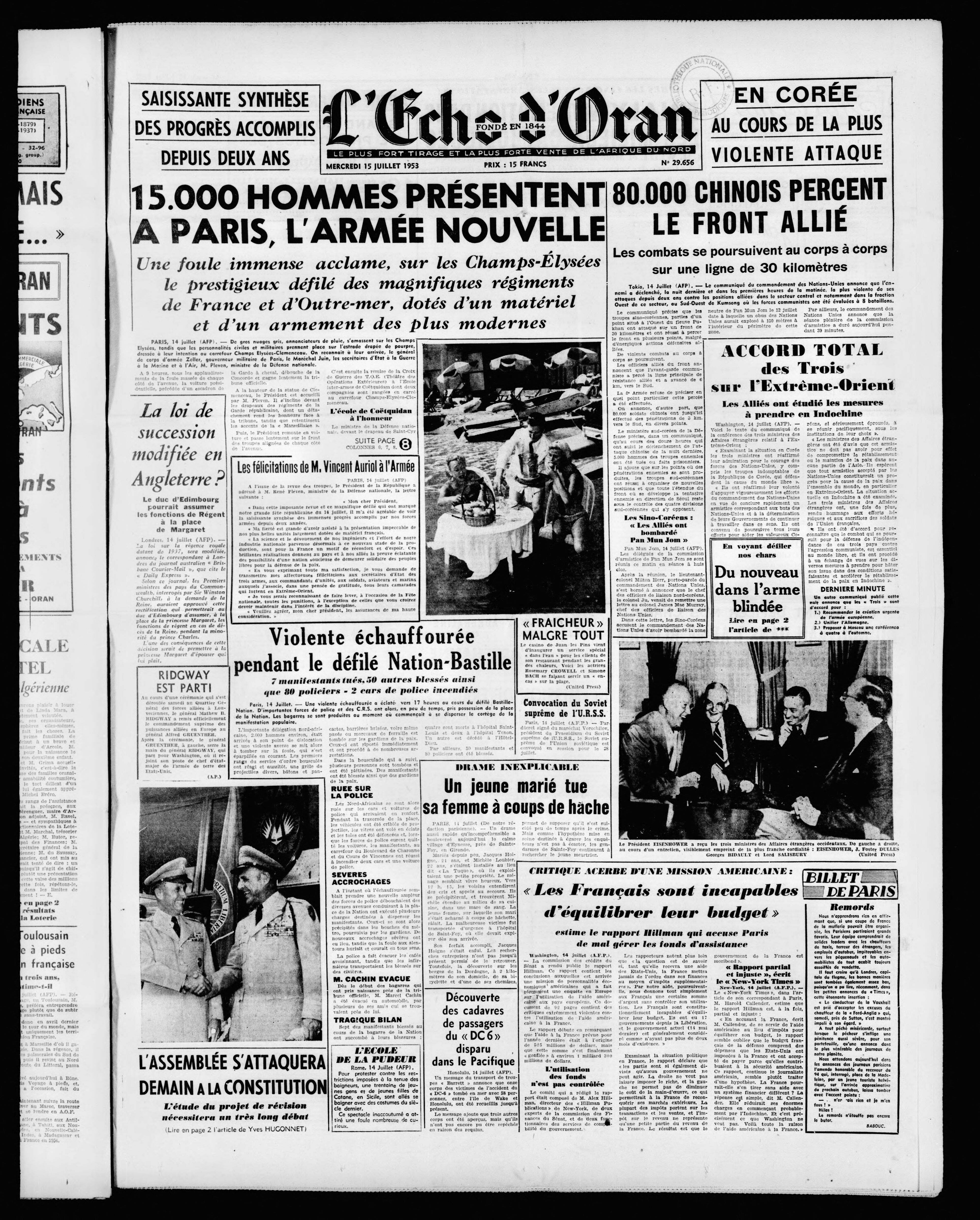
L'Écho d'Oran
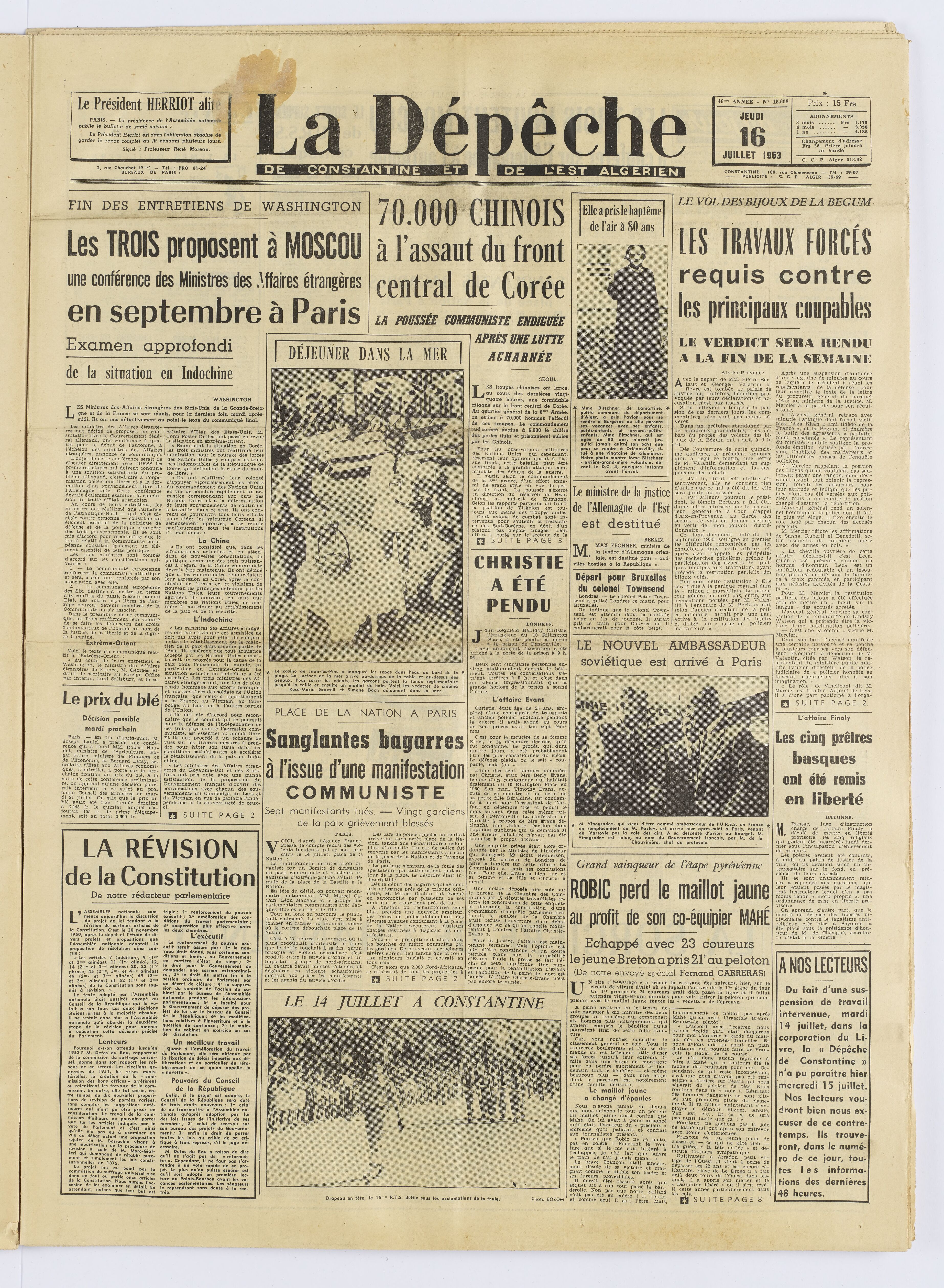
La Dépêche de Constantine

##### Presse étrangère
L’événement bénéficia aussi d'un écho médiatique à l'international. Le quotidien américain The New York Times place cet événement en première page dans son numéro du 15 juillet avec le titre « 7 Die, 130 Hurt as Red Riot Mars Paris' Bastille Day; Reds riot in Paris on Bastille Day » (7 morts, 130 blessés lors d'émeutes rouges le jour de la Bastille à Paris), puis le 16 en page intérieure avec le titre « Paris to investigate Bastille Day riots » (Paris va enquêter sur les émeutes). Le journal américain Corpus Christi Times publie le 25 juillet un article intitulé « Bastille Day Riots in Paris Believed Inspired by Commies » (Émeutes du 14 juillet à Paris supposément inspirées par les communistes) où le journaliste Paul Ghali explique que les communistes français cherchent à redorer leur image à la suite de la démonstration de force du parti en Russie et que la police soupçonne une planification communiste des émeutes à Paris, il rajoute que c'est une manifestation pour la libération de Messali Hadj qui a dégénéré en violences, mettant en lumière les travailleurs algériens en France et renforçant le nationalisme et que les autorités française estiment que Moscou a exploité ces événements pour perturber la France avant une session de l'ONU. Les problèmes des Algériens en France ont suscité des ressentiments et des débats politiques, avec des actions incriminant Moscou dans leur instigation. Le magazine américain Time évoque la manifestation dans son numéro du 27 juillet.

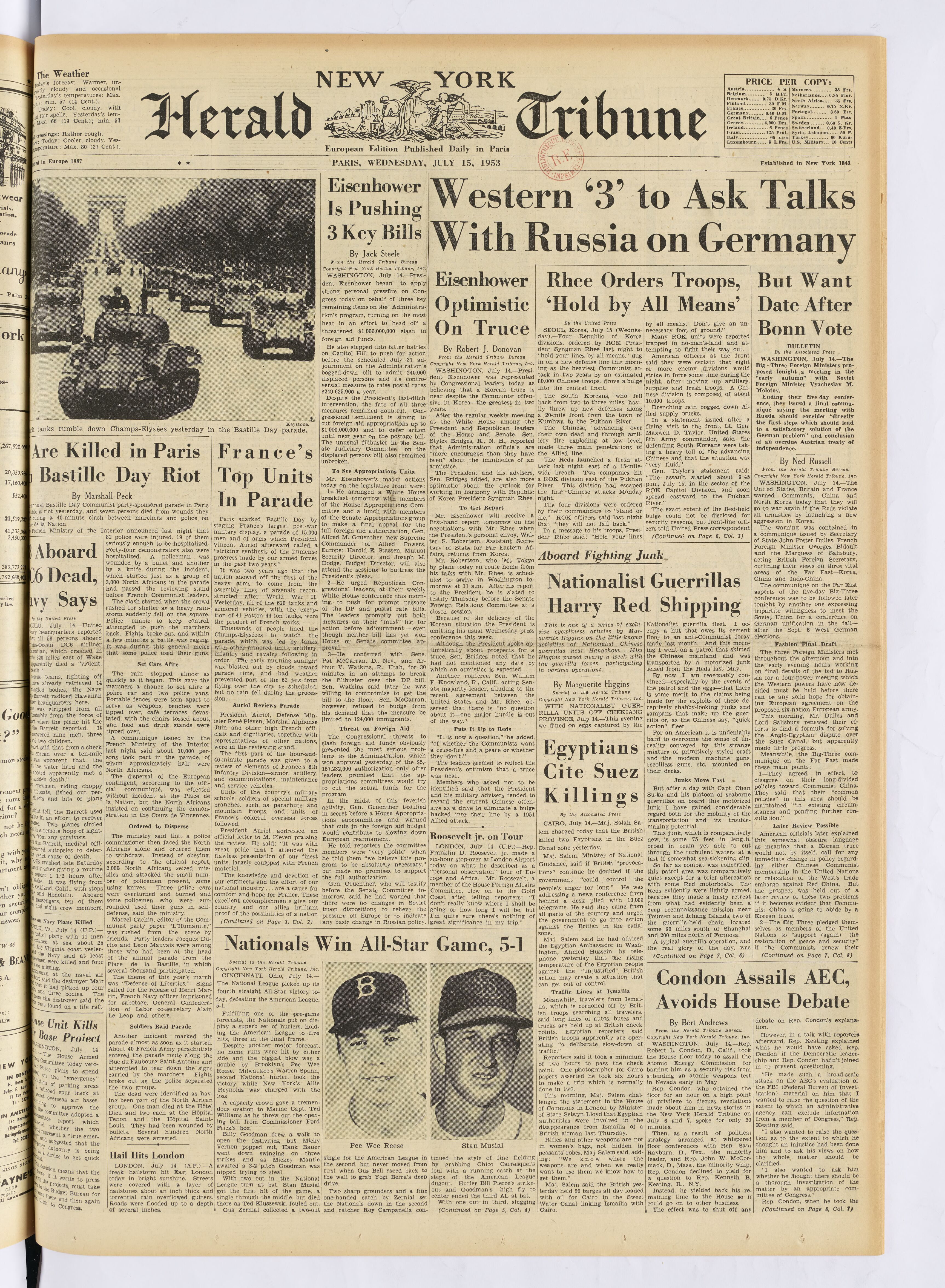
The New York herald tribune
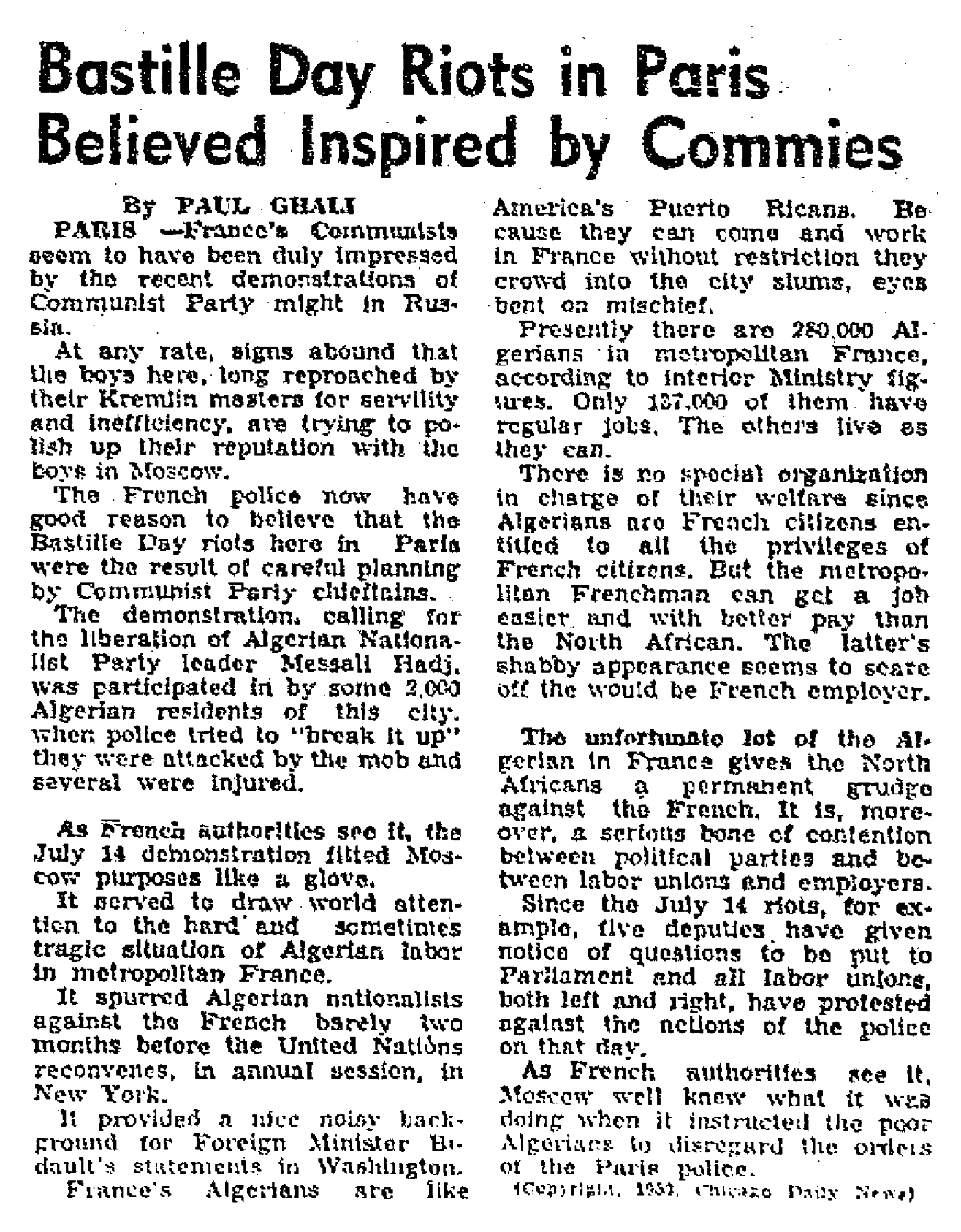
Article du journal Corpus Christi Times publié le 25 juillet.

## Conséquences

### Parlementaires
Deux jours après la manifestation, le sujet est évoqué à l'Assemblée nationale. Neuf députés vont pouvoir s'exprimer 5 minutes chacun sur la gestion du 14 juillet et l'Assemblée nationale doit décider s'il faut mettre en place une commission d'enquête parlementaire.
Sur les bancs de la droite, la plupart des députés défendent la légitime défense des policiers et pointent du doigt les Algériens et les communistes. André Liautey (Rassemblement des groupes républicains et indépendants français) y voit « un avertissement dont il faut bien tirer la conclusion, à savoir qu’il n’est pas possible de tolérer qu’autour de Paris et dans Paris même, soient rassemblés en permanence des éléments d’une armée antifrançaise et révolutionnaire » . Jean Grousseaud (Rassemblement du peuple français) réclame des mesures pour « empêcher que les communistes ne se servent ainsi de la chair à manifestation que constituent pour eux les Nord-Africains qu’ils enrôlent ». Pierre Guérard (Républicains indépendants) demande au gouvernement « qu'il envisage pour l’avenir l’interdiction pure et simple de tels défilés tolérés à tort jusqu’à présent et qui malheureusement ont déjà engendré à deux reprises des incidents sanglants qui ont endeuillé notre capitale ». Raymond Dronne (Union républicaine d’action sociale) n'absout pas totalement les forces de l'ordre en rappelant qu'elles ne doivent pas tirer sans sommation, mais pointe du doigt le ministère pour avoir dépêché trop peu de policiers et sans l'équipement nécessaire (gaz lacrymogènes).
À gauche, seul le député d'Oran, Maurice Rabier (Section française de l'Internationale ouvrière), défend la thèse de la légitime défense et fait porter la faute sur le PC : « le bilan de cette tragique soirée laisse apparaître qu’on a stupidement placé le service d’ordre dans une situation difficile et que l’on a ainsi pu le contraindre à réagir comme il l’a fait ». Abdelkader Cadi (Union démocratique et socialiste de la résistance) demande au ministre de l'intérieur « pourquoi la police perd-elle son sang-froid en présence d’Algériens ? Est-ce un mot d’ordre ? Sinon, pourquoi cette différence de traitement ? Pourquoi une répression qui est allée jusqu’à la tuerie ? ». Emmanuel d’Astier de la Vigerie (Union progressiste) pointe du doigt les policiers : « les balles qui ont tué n’étaient pas des balles égarées : elles ont été tirées dans la tête, au cœur et au ventre ». Alors que de nombreux députés opposent les Français aux Algériens, Georges Cogniot (Parti communiste français) souligne la solidarité : « le sang versé en commun montre que la solidarité se forge dans la souffrance et la lutte et c’est vous, les impérialistes, qui la forgez ». Le député d'Alger Pierre Fayet (Parti communiste algérien) tient à rappeler « qu'il avait été tenu compte de tout ce que la police avait donné comme prétextes lors des précédents incidents, mais la police qui ne manque jamais une occasion de manifester sa haine raciale contre les Algériens ne pouvait supporter, dans une manifestation très large, que des milliers de musulmans communient avec leurs frères de France ».
Le ministre de l’intérieur Léon Martinaud-Déplat (Parti radical-socialiste) reste sur la ligne de la légitime défense des forces de l'ordre en admettant juste que « quelques coups de feu ont été tirés, qui ont provoqué des blessures dont certaines ont été mortelles ».
La proposition de créer une commission d'enquête parlementaire est refusée par l'Assemblée nationale, par 339 voix contre 252,.

### Judiciaires

#### Non-lieu en faveur des policiers
L'enquête judiciaire est ouverte par le Parquet dès le lendemain de la manifestation, ce qui empêche d'avoir en parallèle une commission d'enquête parlementaire. Tactique similaire utilisée lors du massacre du 17 octobre 1961 et du 8 février 1962. Le parquet ouvre deux informations judiciaires contre X :
- rébellion armée et violence envers des dépositaires de la force publique dans l'exercice de leurs fonctions,
- recherche des causes de la mort des sept manifestants, homicide volontaire contre X sur plainte et constitution de parties civiles[K 10].

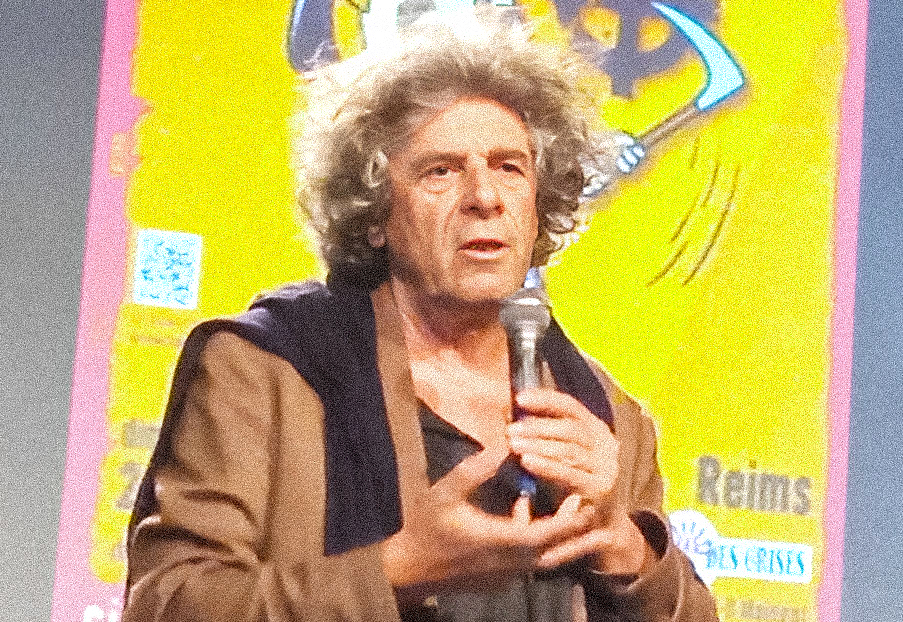
Daniel Kupferstein, l'auteur du livre Les balles du 14 juillet 1953 ainsi que du film du même nom.

Le juge d'instruction Guy Baurès interroge 90 gardiens de la paix et 36 gradés. Daniel Kupferstein trouve des similitudes dans les témoignages des gardiens de la paix présents place de la Nation laissant penser à la fabrication d'un mensonge d’État. Le réalisateur remarque également que le juge sélectionne les déclarations des policiers. Et il écartera tous les témoignages des Algériens au motif que « la plupart des témoignages des manifestants n'étaient pas clairs et précis ».
L'enquête est également bâclée concernant les balles tirées par les forces de l'ordre. En 1967, les journalistes Claude Angeli et Paul Gillet, révèlent les hypothèses avancés par l'IGS pour dédouaner la hiérarchie policière à la suite de la découverte de balles qui ne sont pas du calibre utilisé par les policiers : « La première : des gardiens auraient pris sur eux des armes personnelles, afin de pouvoir tirer en cas de besoin sans prendre le risque d’être sanctionnés. La seconde, bien plus curieuse encore : des Algériens auraient profité de la bagarre avec les policiers pour opérer entre eux quelques règlements de compte »,. Seulement 17 douilles ont été ramassées à la place de la Nation après la manifestation. En 2013, Daniel Kupferstein interroge un policier ayant participé à la manifestation. Ce dernier admet avoir menti lors de son audition et témoigne : 

« Moi, je sais que j'avais 2 chargeurs de 10 cartouches, il en est parti 9. Et c'était à l'horizontale... Ce sont les gars en civil de notre service qui ont ramassé les douilles ! Or, si on compte bien, il n'y a qu'une dizaine de cartouches justifiées sur les rapports. Mais en réalité, je vous le dis, il y a eu 210 douilles ! C'est pour cela que l'on nous avait convoqués au Grand Palais un jour, et on nous a dit : "Ici, vous pouvez parler. Vous pouvez dire ce que vous voulez." Mais il fallait la mettre en veilleuse après ! »

— Policier
En pleine guerre d'Algérie, l'instruction judiciaire aboutit à un non-lieu le 22 octobre 1957, confirmé en appel le 23 janvier 1958 :

« Attendu que les inculpations d’homicides volontaires, rébellion, violences à agents, ne sont établis contre quiconque. Que notamment en ce qui concerne les homicides, il résulte de l’information que le 14 juillet 1953, au cours d’une manifestation de Nord-Africains de la Bastille à la Nation, un petit nombre de gardiens de la paix faisant partie d’un service d’ordre insuffisant, était assailli par une foule déchaînée ; que des agents de l’autorité, blessés et en péril sérieux, d’après de nombreux témoins, ont fait alors usage de leurs armes ; que des manifestants furent atteints par balles et certains tués ; que l’on doit cependant admettre que les agents étaient en droit de se défendre eu égard aux circonstances mettant leur vie en danger »

#### Autres procédures judiciaires
Un seul policier sera reconnu coupable. Le brigadier Louis Cozilis qui a tiré sur le photographe Joseph Zlotnik a été condamné au franc symbolique.
Le préfet Jean Baylot porte plainte pour diffamation contre le docteur Bernard Morin, à la suite d'une centaine de tracts distribués sur la place Voltaire. Interne à l'époque, il reçoit le soutien de ses patrons Robert Debré et Louis Justin-Besançon, ainsi que d'Emmanuel d'Astier de La Vigerie, de Lucie Aubrac, et des signataires d'une pétition lancée par l'association le Secours populaire. Il est condamné par la 16e chambre de Paris pour outrage à haut fonctionnaire dans l’exercice de ses fonctions a une amende de 50 000 francs, qu'il ne paiera pas à la suite de l'amnistie qui suit l'élection de René Coty.

### Sécuritaires

#### Création d'une brigade des agressions et violences (BAV)
Le préfet de police Jean Baylot profite de l'événement pour recréer une brigade chargée de la « criminalité nord-africaine ». La brigade nord-africaine (BNA) de la préfecture de police de Paris ayant été dissoute en 1945 après l'ordonnance de 1944 reconnaissant aux Algériens l'égalité des droits en métropole. Moins d'une semaine après les événements meurtriers, la brigade des agressions et violences (BAV) est mise sur pied avec une vingtaine d'inspecteurs dont une bonne moitié de policiers parlant couramment l'arabe, le kabyle ou les dialectes marocains et tunisiens,.
Dans un rapport daté du 24 juillet, le commissaire divisionnaire Gérard se fait le porte-parole des gardiens de la paix en indiquant que : 

« si les parlementaires ont accordé la qualité de citoyens français aux Nord-Africains, ils ne se sont pas inquiétés des répercussions de cette décision. Aucune restriction, aucune réglementation n’est venue tempérer chez ces inadaptés le droit incontestable qu’ils ont dans la métropole de vivre et de circuler selon leur bon plaisir. Il résulte de cette liberté inconsidérée accordée à des hommes frustes, illettrés, primitifs, facilement accessibles à des promesses démagogiques, de multiples incidents, plusieurs fois quotidiens, souvent graves, que les gardiens de la paix, et eux seuls, sont appelés à résoudre ».

— Gérard, porte-parole des gardiens de la paix
Il précise plus loin que les « 20 000 Nord-Africains doivent être mis hors d’état de nuire ».

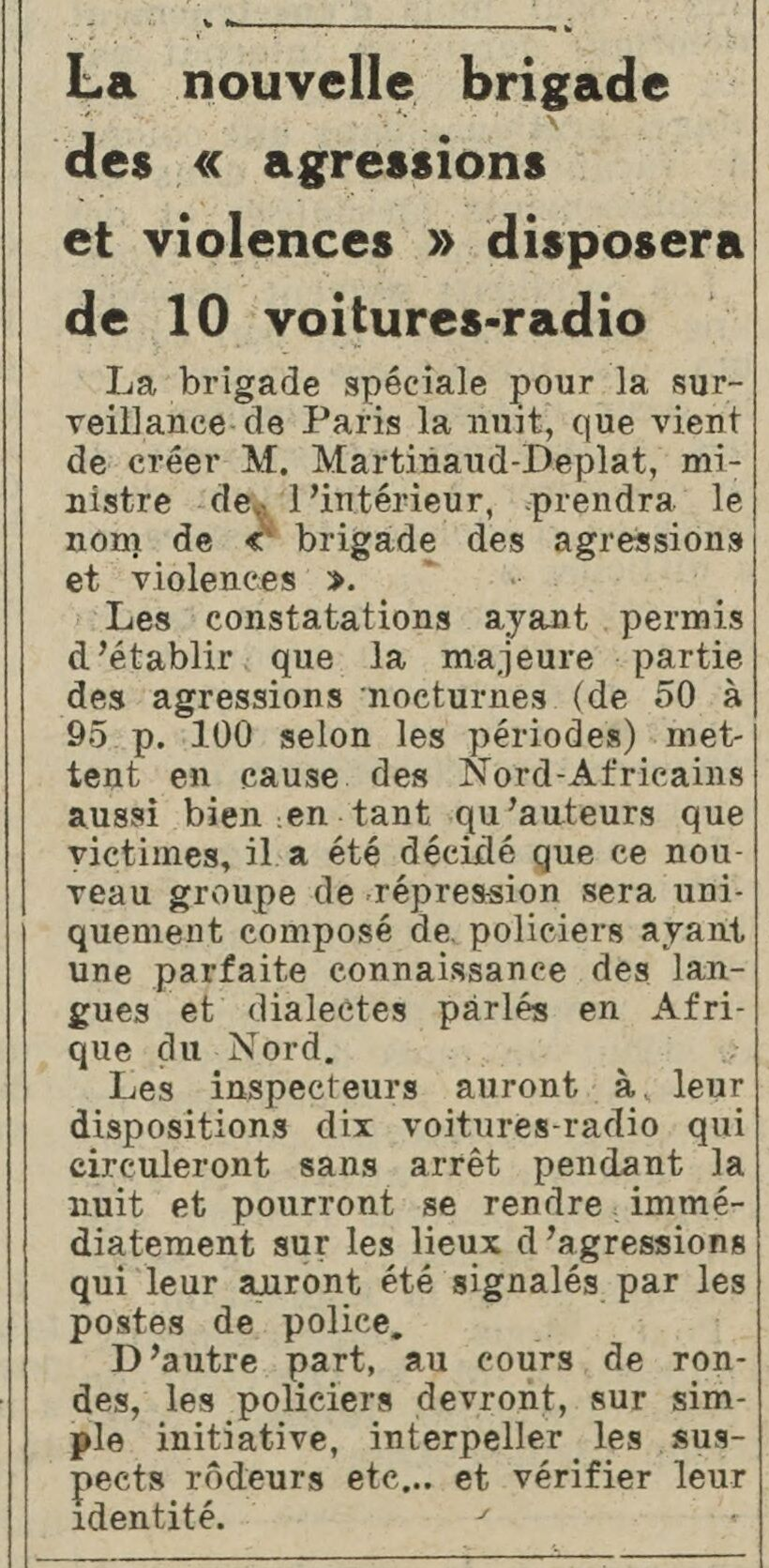
Combat, 22 juillet 1953.
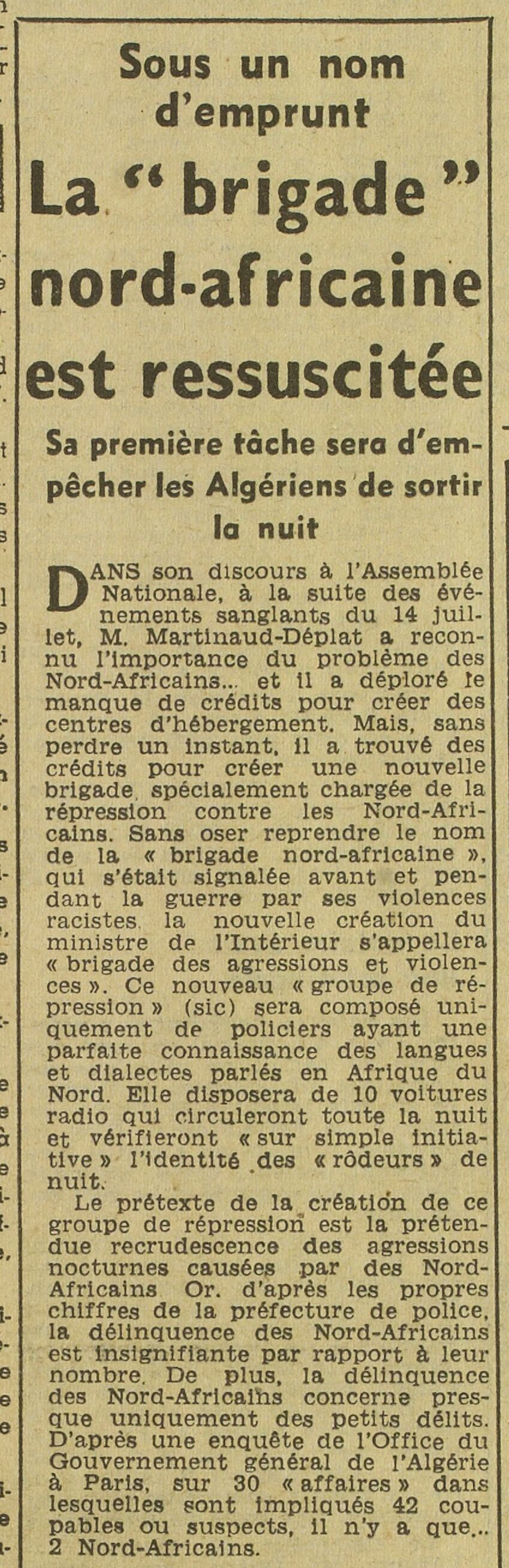
Libération, 22 juillet 1953.

#### Dernier défilé populaire
Pour Henri Malberg et Daniel Kupferstein, il s'agit des premiers coups de feu de la Guerre d’Algérie,. François Mitterrand, ministre de l'Intérieur, fit interdire le défilé du 14 juillet 1954. L'interdiction par les autorités des défilés du 1er mai et du 14 juillet dura 14 ans, s’étalant de 1954 à 1968.
Selon Danielle Tartakowsky, la manifestation du 14 juillet 1953 est le dernier défilé populaire et non-militaire organisé à Paris le jour de la fête nationale.

## Mémoire du massacre
L'événement sera par la suite considéré comme oublié. En Algérie et en France, hormis les familles des victimes, personne ne va devenir porteur de cette mémoire[réf. nécessaire], que ce soit du côté des autorités algériennes qui ont longtemps censuré toute mention de Messali Hadj, ni du côté des autorités françaises, et encore moins du côté des organisations communistes françaises[réf. nécessaire].

### En Algérie

#### De la censure des autorités françaises à la censure du pouvoir algérien
Le premier anniversaire du massacre est peu commémoré. Une minute de silence est organisée lors du congrès du MTLD organisé à Hornu (Belgique) le 14 juillet 1954. Et Liberté, l’hebdomadaire du Parti communiste algérien, publie un article le 15 juillet. Cet événement de 1953 est ensuite oublié, complètement occulté par la guerre d'Algérie qui fera des centaines de milliers de victimes,.
Du côté algérien, il semblait impensable pour ce nouvel État de commémorer les victimes d'une manifestation associée au parti de Messali Hadj considéré comme un « traître à la révolution ». Les 6 victimes algériennes n'ont jamais été reconnues par l'Algérie comme martyrs de la révolution parce que mortes avant le 1er novembre 1954, début officiel de la guerre d'Algérie. Si aucune reconnaissance officielle au niveau national n'est réalisée, il y a quelques reconnaissances au niveau local. En 1964, la dépouille de Abdallah Bacha est transférée par l'armée dans le cimetière des martyrs de Bahalil. De même pour la dépouille de Abdelkader Draris transférée en 1964 dans le cimetière des martyrs de Hennaya grâce au président Ben Bella et Aït-Ahmed.[réf. nécessaire]

#### Drame redécouvert auXXIesiècle
L'arrivée au pouvoir de Abdelaziz Bouteflika en 1999 contribue à lever la censure entourant le dissident Messali Hadj, permettant d'évoquer le drame de 1954 et en 2011, il nomme l'aéroport international de Tlemcen à son nom.
L'événement est brièvement évoqué dans l'Algérie Hebdo du 18 juillet 2001. En juillet 2006, Le Soir d’Algérie rend compte d'une marche commémorative est organisée dans le village de Tifra (Béjaïa) pour la mémoire de Amar Tadjadit. Le 2 novembre, La Tribune pose la question « Qui se souvient des fusillés du 14 juillet 1953 ? ». Le 15 juillet 2008, Algérie News présente le livre de Maurice Rajsfus publié 5 ans plus tôt. L'association Igherm-Akdim organise une journée d'étude le 5 juillet 2009 à Tiout (Wilaya de Naâma) pour célébrer le 56e anniversaire de la mort de Larbi Daoui. En 2011, le musée du moudjahid de Naâma, organise une conférence en compagnie du poète Ahmed Benchérif. En 2014, le documentaire « Les Balles du 14 juillet 1953 » de Daniel Kupferstein est présenté à la cinémathèque Mohamed Zinet à Alger.
En 2015, le documentaire Les Balles du 14 juillet 1953 est projeté lors d'un festival à Alger.[réf. nécessaire] En 2016, Alger républicain publie un long article sur la manifestation intitulé « Il y a 63 ans, le 14 juillet 1953, un massacre d’Algériens se déroulait à Paris ». En 2017, Le Soir d'Algérie publie une fois de plus un article intitulé « Qui se souvient des martyrs du 14 juillet 1953 ? » où il s'exclame « Commémoration à Paris, ignorance à Alger ! » En 2023, le journal El Watan publie deux articles sur la manifestation intitulés « 14 juillet 1953 à Paris : Répression sanglante d'une manifestation pacifique d'Algériens » et « Six Algériens tués à Paris le 14 juillet 1953 ».

### En France

#### Commémorations au Père Lachaise, dans la presse et les livres
Un seul journal évoquera le premier anniversaire[réf. nécessaire]: La Défense, journal du Secours populaire publie un reportage de Pierre Éloire dans son numéro de juillet-août 1954. Il est allé à la rencontre de 3 familles des victimes en Algérie.
Pendant quelques années, la presse rend compte de commémorations organisées par le PCF au cimetière du Père-Lachaise où est enterré Maurice Lurot.
Puis l'événement est évoqué brièvement par plusieurs historiens et personnalités politiques. Michel Mourre consacre quelques lignes à l’événement dans 25 ans d'histoire universelle, 1945-1970 publié en 1971. Dans ses mémoires publiés en 1972, Jacques Duclos, candidat du PCF à l'élection présidentielle trois ans plus tôt, ne le mentionne qu'en une phrase. Trois ans après, Pierre Goldman, frère du chanteur de Jean-Jacques Goldman, s'y arrête plus longuement dans son livre à succès de 1975, Souvenirs obscurs d'un juif né en France car il était "à proximité" du lieu où la police a tiré. "Effrayé d'entendre les détonations et les hurlements" car âgé de neuf ans, il se souvient que son père, le héros de la Résistance Alter Mojsze Goldman, lui "serra durement le bras" en disant qu'il "ne fallait jamais avoir peur ni trembler", souvenir qu'il lie à une  "violente discussion" opposant son père à un autre militant PCF de la famille au sujet de la mort de Staline et du complot des blouses blanches, son père passant au Yiddish pour parler à sa femme lors des "discussions graves".
L'historien et ancien membre du FLN, Mohammed Harbi évoque aussi l'événement, au cours de cette même année 1975, dans son livre Aux origines du Front de libération nationale: la scission du PPA-MTLD. L'ancien secrétaire général du Parti communiste marxiste-léniniste de France Jacques Jurquet, évoque le massacre plus longuement dans Algérie 1945-1954. Des élections à la lutte armée (1984).
L'historien Benjamin Stora parlera aussi de ce massacre dans quelques articles. En 1985, Anissa Bouayed évoque ces événements dans sa thèse consacrée à la CGT dans la guerre d'Algérie.
En 1991 , Jean-Luc Einaudi évoque le massacre de 1953 dans son ouvrage La Bataille de Paris où il révèle par ailleurs l'ampleur du nombre de morts lors de la manifestation du 17 octobre 1961.
L’Humanité Dimanche publie en septembre 1995 une lettre de Guy Lurot, le fils aîné d'une des victimes, Maurice Lurot, qui y déplore l'absence de commémoration par les communistes. Selon son frère cadet Maurice Lurot, cette lettre n'a rien changé dans les années qui suivent au non-traitement de l'événement dans L'Humanité et Libération. En 2023, les deux fils s'expriment à nouveau sur la mort de leur père, via un long article de la journaliste Assiya Hamza sur France 24. Guy Lurot, 87 ans, y affirme que son père « a été assassiné » et son frère Maurice qu'il n'a « jamais pu faire son deuil ».

#### Recherches approfondies auXXIesiècle
Puis au début du XXIe siècle plusieurs ouvrages évoquent plus amplement l'événement. En 2000 parait l’article de Danielle Tartakowsky dans le volume d’hommage à Charles-André Ageron et l'historienne consacre un chapitre dans Les Manifestations de rue, 1918-1968 paru en 2001.
Pour le cinquantenaire de l'événement et l'année de l'Algérie en France parait le premier ouvrage entièrement consacré à la manifestation de 1953. Maurice Rajsfus est sollicité par Hervé Delouche, éditeur chez Agnès Viennot. Il a 3 mois pour écrire le livre. Rajsfus recueille une douzaine de témoignages, dont ceux de Gérald Bloncourt et Henri Malberg, grâce à un appel à témoins publié dans L'Humanité. Il complète ces témoignages par la lecture des journaux de l'époque conservés à La Contemporaine, ainsi qu'aux Archives nationales et au Journal officiel. Le livre n'est pas évoqué par la presse et se vend mal.
Les travaux universitaires d'Emmanuel Blanchard publiés dans La Police parisienne et les Algériens (1944-1962) en 2011 permettront d'approfondir le sujet. Il s'appuie principalement sur le carton He 3 des Archives de la Préfecture de Police (contenant notamment le compte rendu des 247 entretiens effectués par la Préfecture de police auprès des personnes les plus impliquées dans la répression place de la Nation) et le dossier (coupures de presse, rapports des RG de la PP et de la SN) établi pour la direction de l’Algérie au ministère de l’Intérieur et conservé aux ANOM sous la cote FM 81f/90. Le magazine L'Histoire consacre deux pages à ses travaux en 2012.
En 2012, le Comité d'histoire de la Ville de Paris met en évidence l'événement lors de l'exposition Paris en guerre d'Algérie. Le documentaire de Daniel Kupferstein en 2014 permettra de toucher un public plus large, prolongé par un livre richement documenté publié en 2017. Jacques Simon publie également un ouvrage, Un 14 juillet, rouge du sang algérien, entièrement consacré au drame en 2015 . Et en 2021, le livre de Rajsfus est réédité.
Daniel Kupferstein entend pour la première fois parler de cet événement en 2006. C'est en interviewant le militant communiste Francis Poullain au sujet de la répression au métro Charonne de la manifestation du 8 février 1962 que ce dernier lui parle de la manifestation du 14 juillet 1953. Puis lors de la première de son film Mourir à Charonne, pourquoi ? le 8 février 2010, Danielle Tartakowsky lui suggère de faire une trilogie, en réalisant un film sur 1953 après les documentaires consacrés aux violences policières de 1961 et 1962. Daniel Kupferstein décline la proposition : « Merci, mais je viens tout juste de finir mon second film sur ces sujets, alors vraiment, je ne veux pas devenir le spécialiste des massacres parisiens ! ». Mais quelques mois plus part, il change d'avis réalisant que c'était la dernière occasion pour obtenir des témoignages directs avant que les participants de l'époque ne deviennent trop âgés. Daniel Kupferstein va mettre 4 années à sillonner la France et l'Algérie pour réaliser le documentaire sorti en 2014. Puis le réalisateur se remet au travail pour en faire un livre, publié en 2017. Les Balles du 14 juillet 1953 est l'ouvrage de référence sur le sujet, grâce notamment à l'étude des archives de police (archives de la Préfecture de police de Paris, série HE8), du dossier d'instruction aux archives de la Seine (Archives de la Seine, no 1348 W17) et de nombreux témoignages inédits des victimes ou de leurs proches ainsi que deux témoignages de policiers. Le réalisateur termine son ouvrage en espérant que celui-ci contribuera à sortir de l'oubli cette partie de l'histoire de France et que « ce massacre soit reconnu comme crime d’État, comme l’ont été ceux du 17 octobre 1961 et du 8 février 1962 ».

#### Début d'une reconnaissance officielle

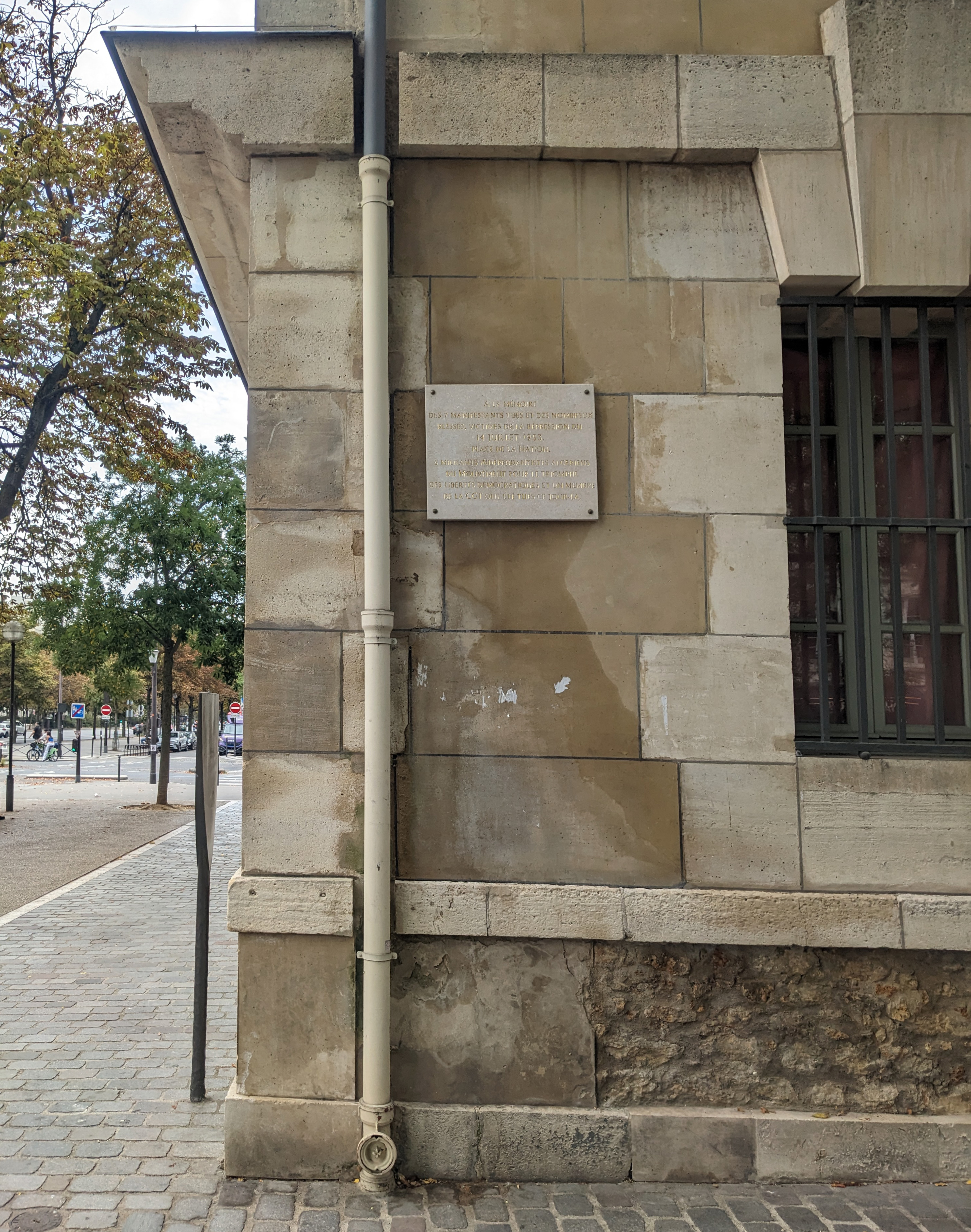
Plaque commémorative à la mémoire des 7 manifestants tués le 14 juillet 1953 apposée sur le pavillon Philippe Auguste, place de l'Île-de-la-Réunion.

La première reconnaissance officielle est effectuée par la Mairie de Paris, sur la proposition de Nicolas Bonnet Oulaldj, président du groupe communiste de la mairie de Paris, qui fait adopter une délibération début 2017 pour l'apposition d’une plaque commémorant les évènements du 14 juillet 1953 place de la Nation,. Inaugurée le 6 juillet 2017, la plaque commémorative, apposée sur la place de l'Île-de-la-Réunion, sur la façade ouest du pavillon Philippe Auguste, mentionne :

« À la mémoire des 7 manifestants tués et des nombreux blessés, victimes de la répression du 14 juillet 1953, place de la Nation. 6 militants indépendantistes algériens du Mouvement pour le triomphe des libertés démocratiques et un membre de la CGT ont été tués ce jour-là. »

— Mairie de Paris
La cérémonie s'est déroulée en présence d'une foule nombreuse, dont l’adjointe au maire de Paris chargée de la mémoire et du monde combattant Catherine Vieu-Charier, la maire du 12e arrondissement Catherine Barrati-Elbaz, Daniel Kupferstein, Alain Ruscio, des élus locaux, des rescapés, des membres des familles de victimes, des militants du MTLD, des syndicalistes et des historiens,,.

Pour le 70e anniversaire de la manifestation, la plaque commémorative est remplacée :

« 70e anniversaire de la manifestation du 14 juillet 1953. À la mémoire des sept manifestants tués et des nombreux blessés victimes de la violente répression policière, lors de la manifestation du 14 juillet 1953, place de la Nation, à Paris. Ce jour-là, six militants indépendantistes algériens du Mouvement pour le Triomphe des Libertés Démocratiques et un militant communiste et syndicaliste CGT de la Métallurgie meurent, tués par balle.

Abdallah Bacha, 25 ans

Larbi Daoui, 27 ans

Abdelkader Draris, 32 ans

Mouhoub Iloul, 20 ans

Tahar Madjène, 26 ans

Amar Tadjadit, 26 ans

Maurice Lurot, 41 ans »

— Mairie de Paris